# Cathédrale de Trévise
La cathédrale de Saint Pierre Apôtre est une église catholique romaine de Trévise, en Italie. Il s'agit de la cathédrale du diocèse de Trévise. Elle est située sur la Piazza del Duomo. 

## Historique

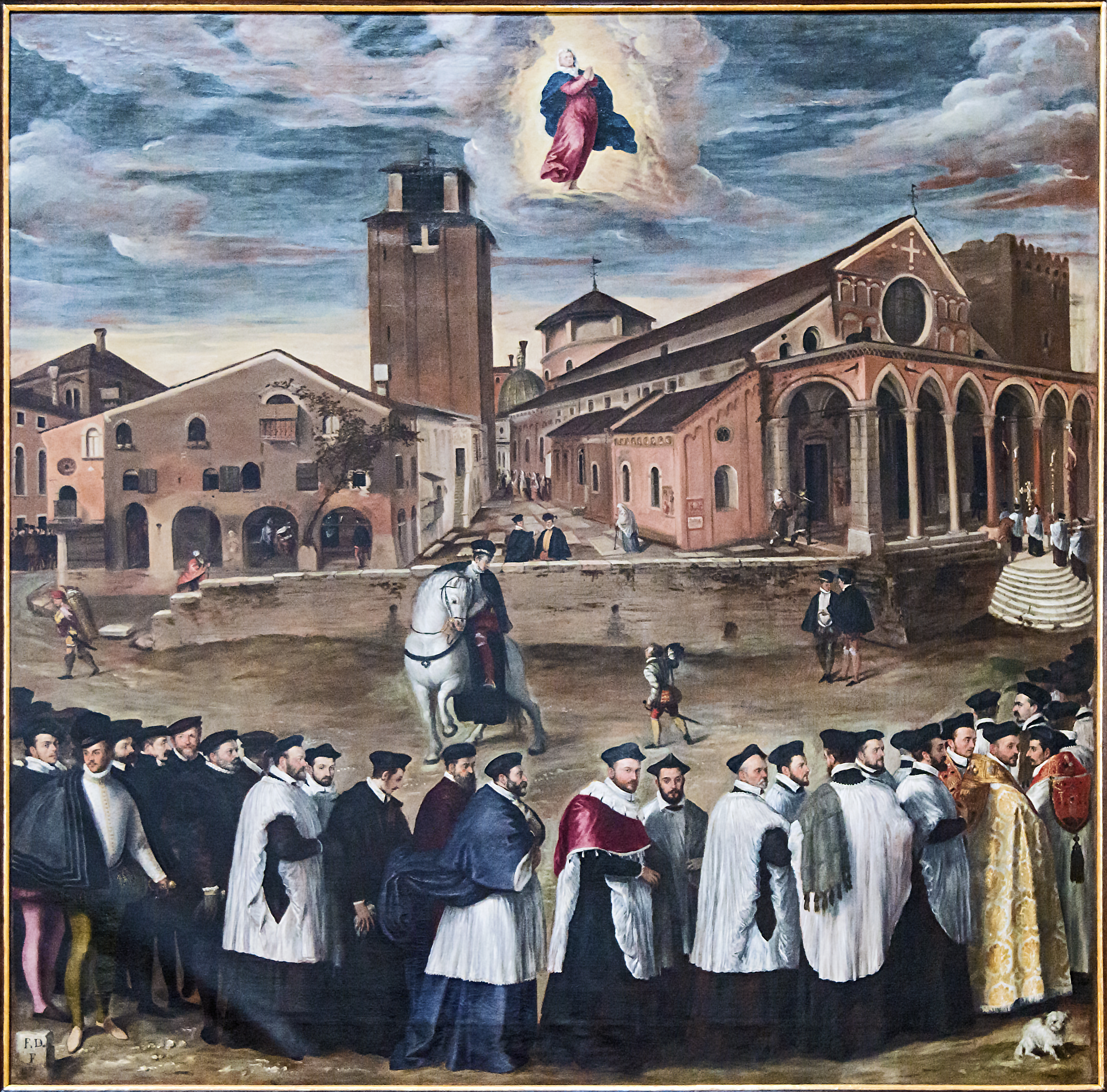
L'aspect roman de la cathédrale avant 1760, Francesco Dominici.

Ses origines remontent à l'époque paléochrétienne VIe siècle et elle a été construite dans la zone centrale de la ville où, comme en témoignent les recherches archéologiques, se trouvait un temple, un théâtre et, peut-être, des bains thermaux.
Au XIe siècle, à l'initiative de l'évêque Rotario, la cathédrale a été modifiée en style roman (la crypte date de cette époque). Un tableau de Francesco Dominici, exposé actuellement dans la chapelle de la Madone, montre la cathédrale avant sa refonte en 1760.
L'édifice actuel a été construit de 1760 à 1782 en style néoclassique par Andrea Memmo et Giannantonio Selva, suivant le projet de l'architecte Giordano Riccati. La façade de style néoclassique date de la première moitié du XIXe siècle, elle est l'œuvre de Francesco Bomben et de Gaspare Petrovich. La cathédrale de Trévise a été endommagée dans le bombardement du 7 avril 1944, une partie de sa bibliothèque détruite par un incendie.
À la fin du XXe siècle, elle sera dotée d'un nouvel orgue de tribune. L'ancien portail roman du XIIIe siècle démantelé au moment de la construction de la façade moderne a été remis en place à l’intérieur sur la contre-façade.

## L'extérieur
La cathédrale se caractérise par sept dômes, cinq pour les chapelles latérale et deux pour les chapelle absidiales. La façade actuelle, conçue et réalisée en 1836 par Francesco Bomben et ingénieur municipal Gaspare Petrovich, se compose d'un large escalier surmonté d'un imposant portique à six colonnes ioniques.
De chaque côté de l'escalier sont placés deux lions stylophores en marbre rouge de Vérone du XIIe siècle qui ont soutenu le portique de l'édifice roman. Sur le côté droit du bâtiment, vers la Via Calmaggiore, on peut voir un bas-relief romain : une Bacchante noyée dans la maçonnerie.

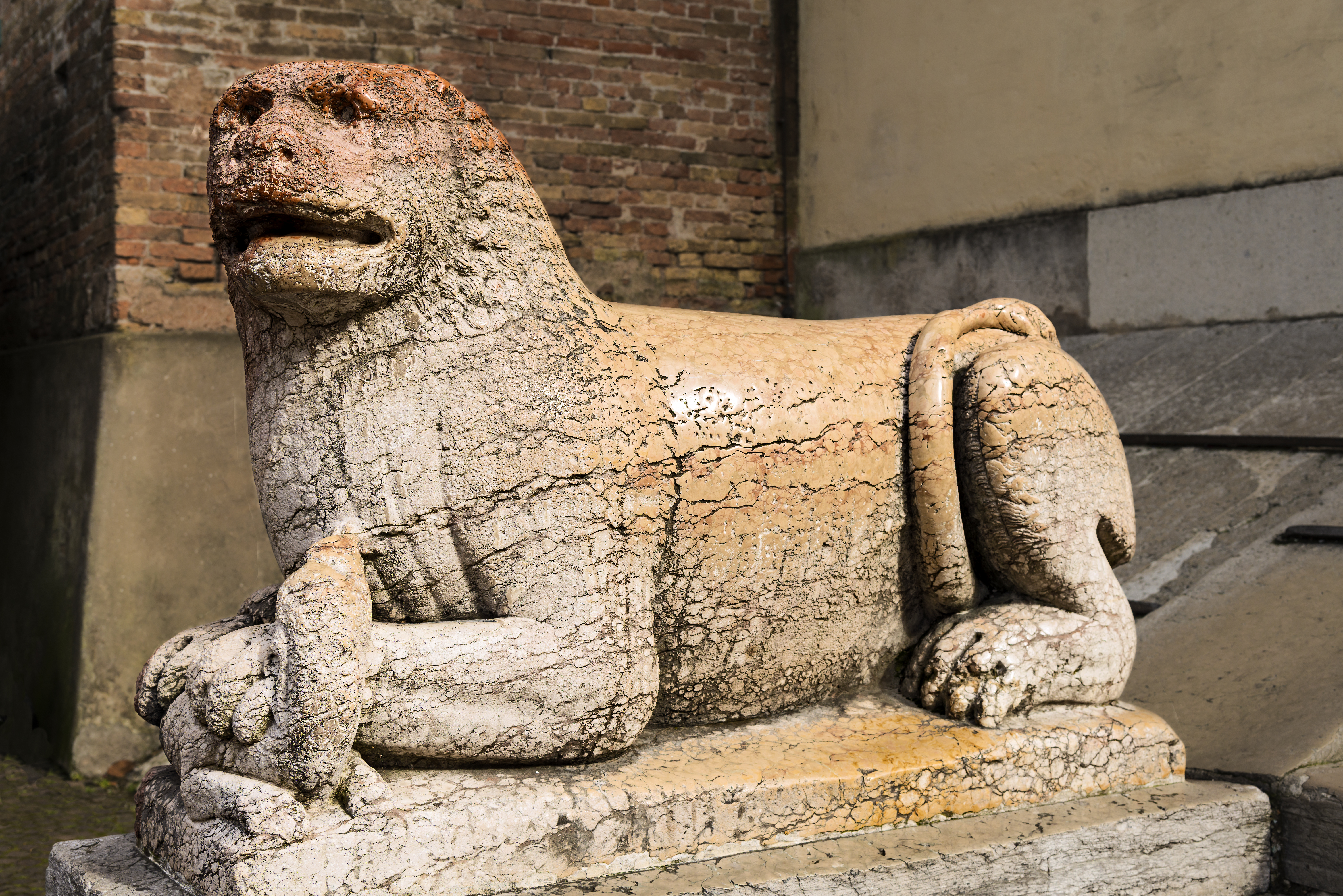
Lion gauche.
Lion droit.
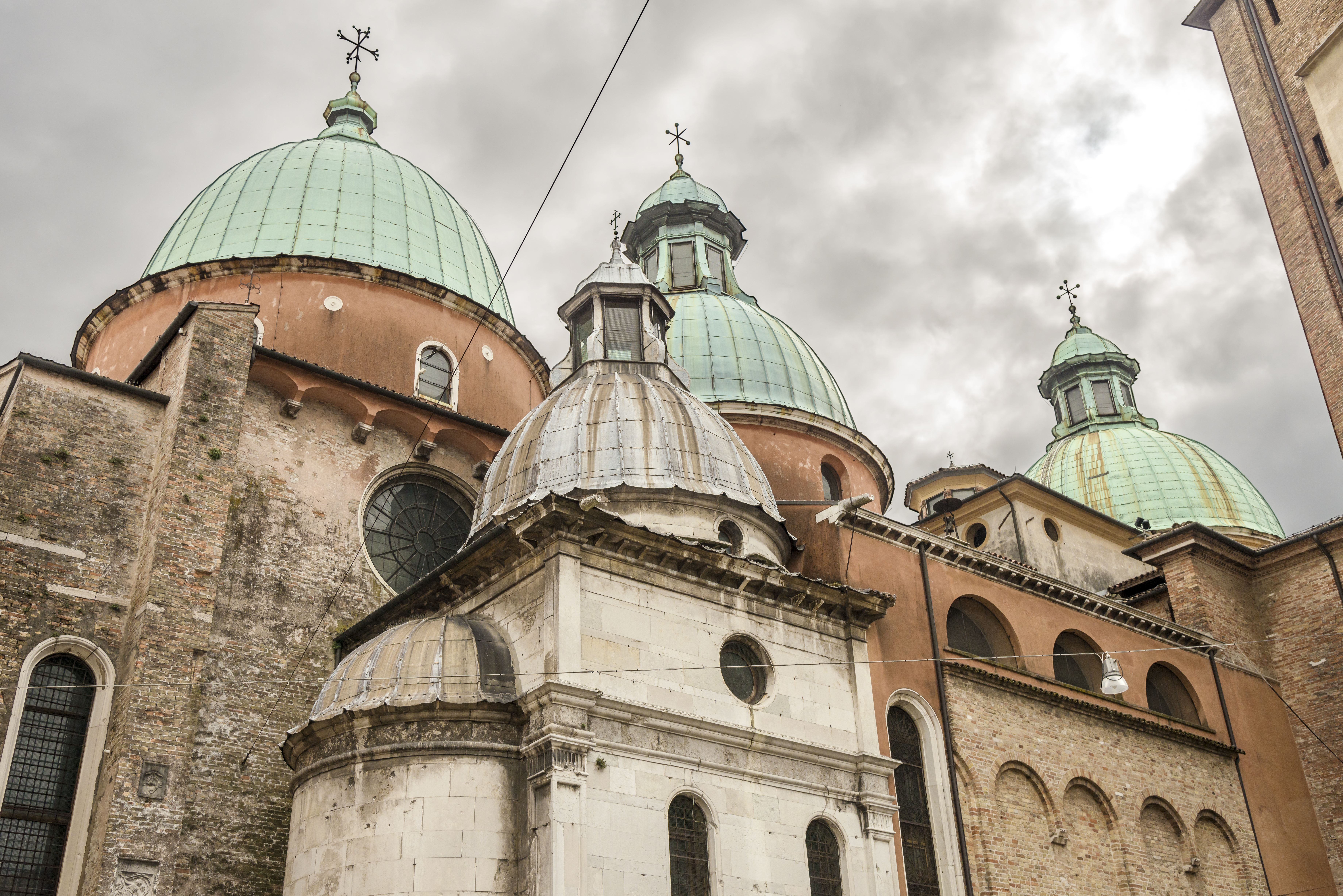
Les coupoles de la cathédrale.

### Le campanile
L'église a un clocher inachevé, dont la construction, selon la tradition, a été arrêtée par le gouvernement vénitien pour l'empêcher de devenir plus haute que le campanile de la basilique Saint-Marc.

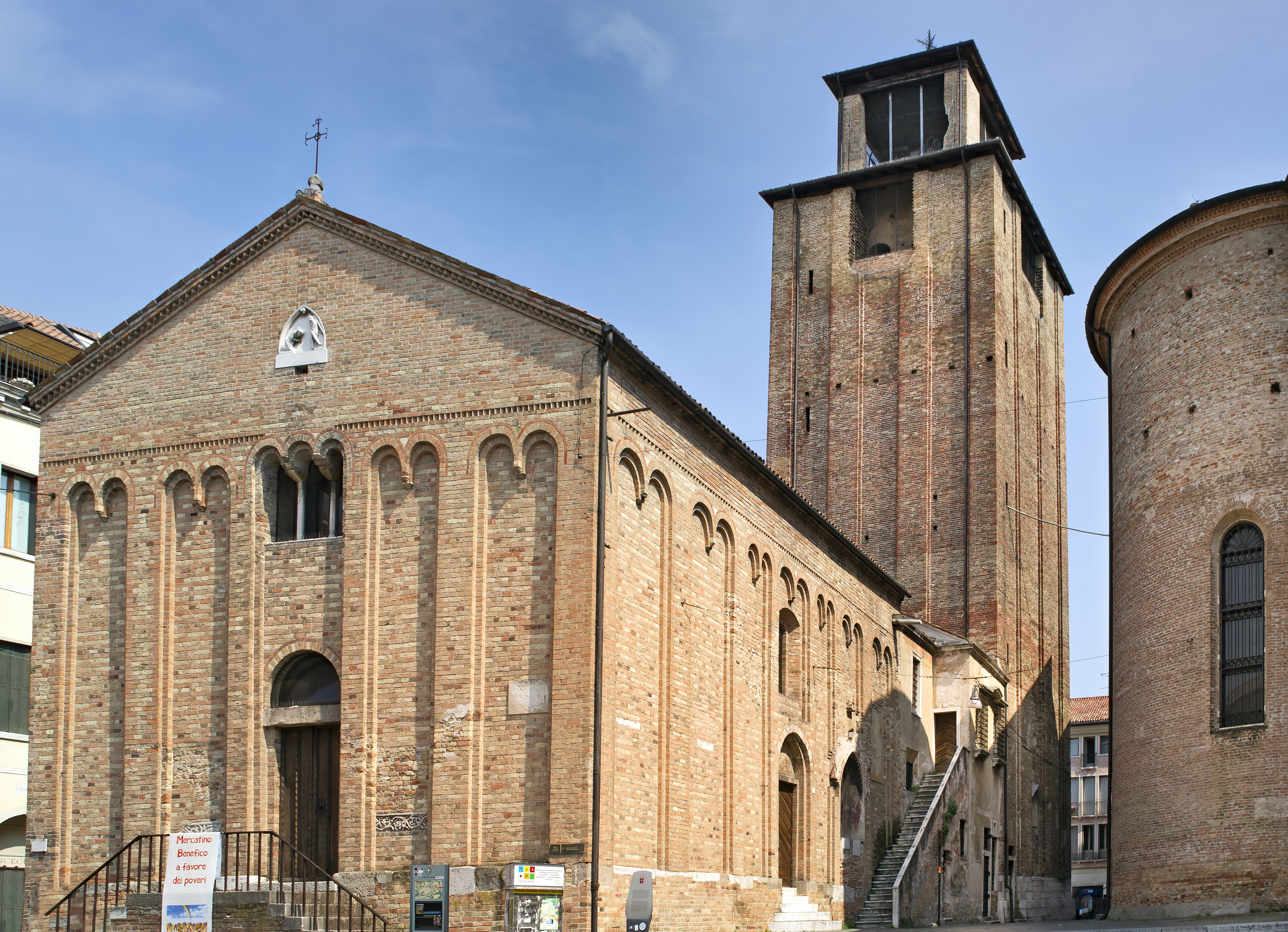
Le campanile vu de la Piazza Duomo
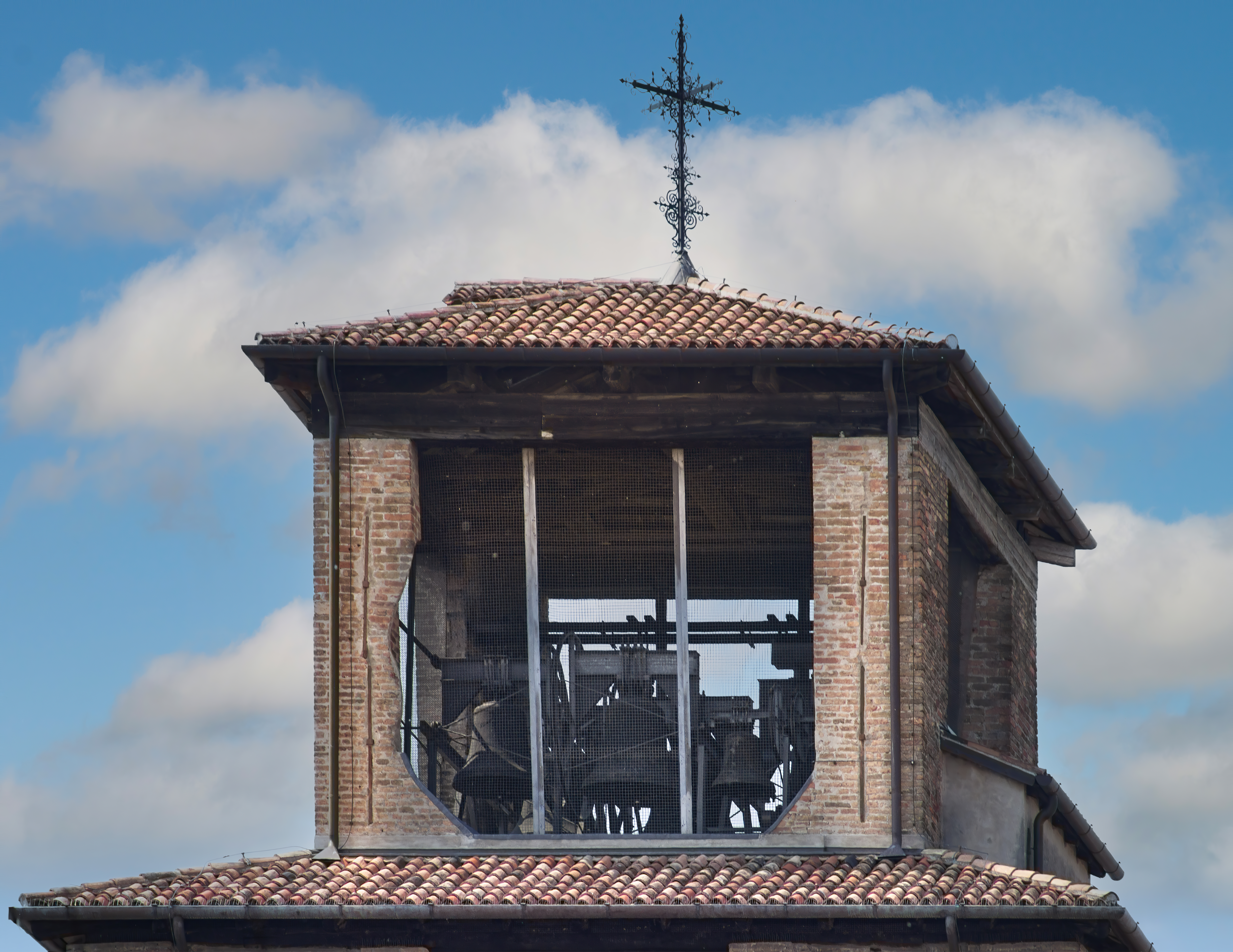
Le sommet vu de Calmaggiore

## L'intérieur
L'intérieur se compose d'un nef centrale et de deux nefs latérales sur lesquelles s'ouvrent les chapelles latérales. De part et d'autre du chœur, deux absidioles. Sous le chœur, l'ancienne crypte avec les tombeaux des évêques de la ville.

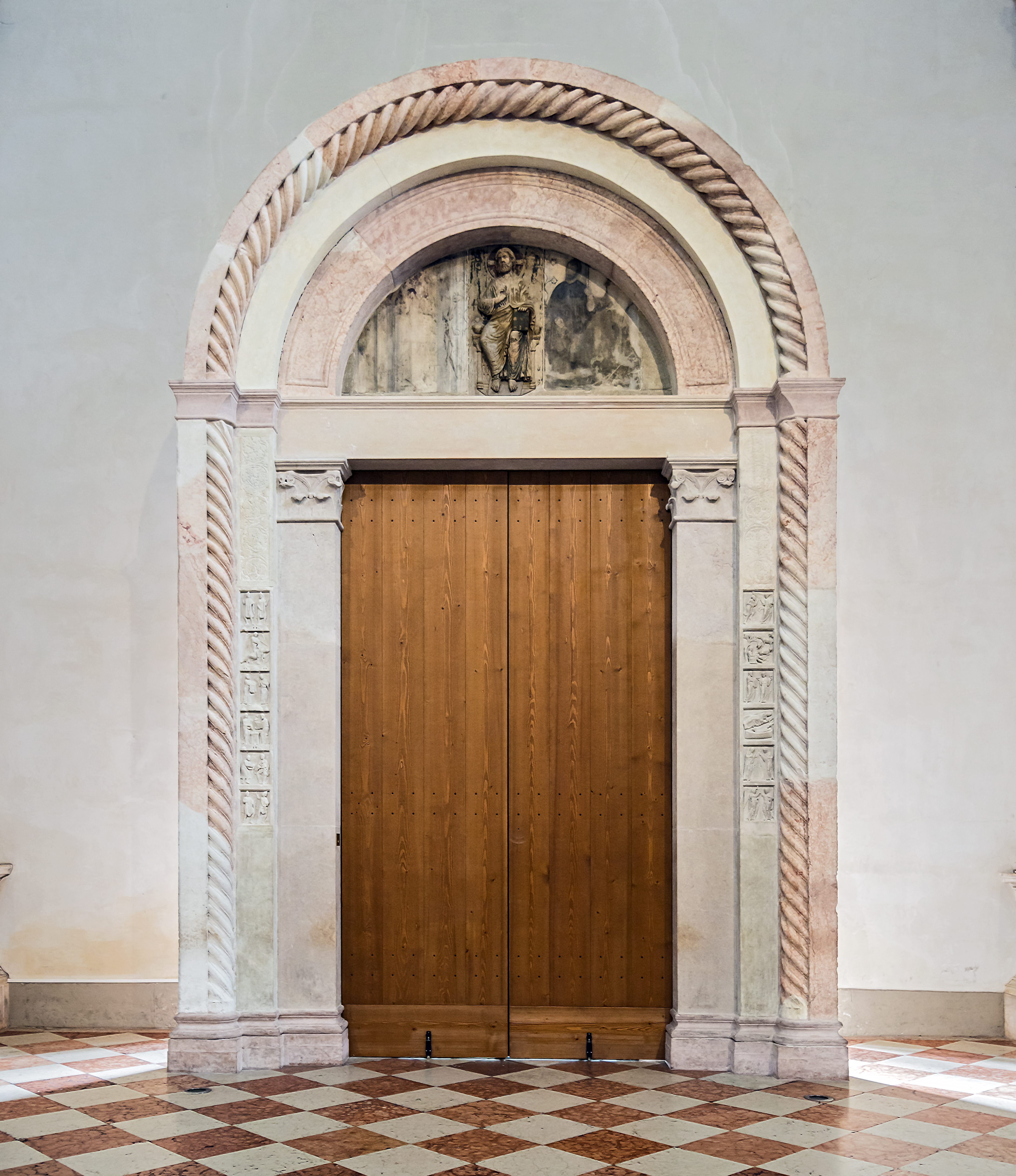
Le porche originel
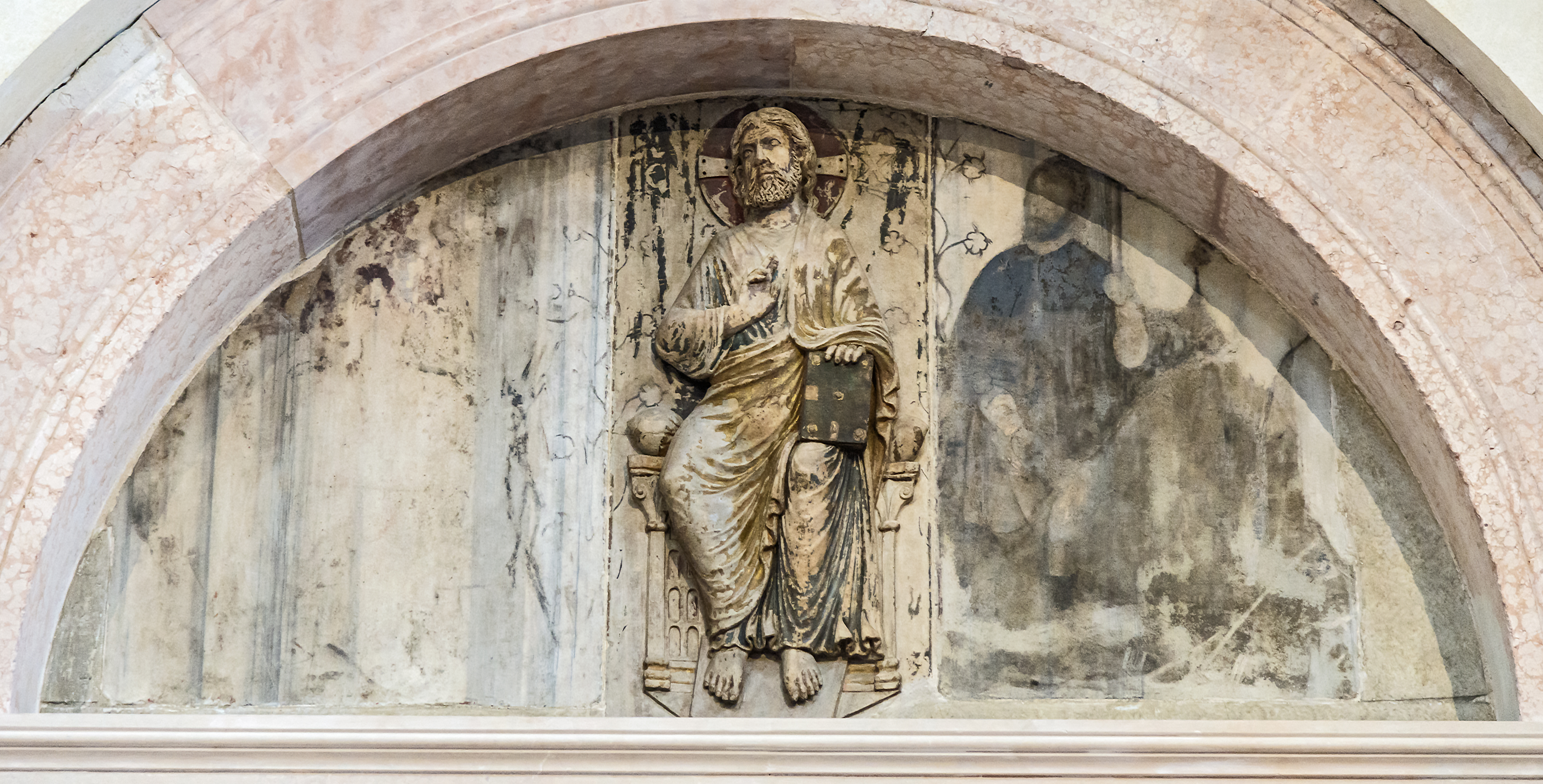
Le tympan Romn du XIIIe siècle - Christ en majesté
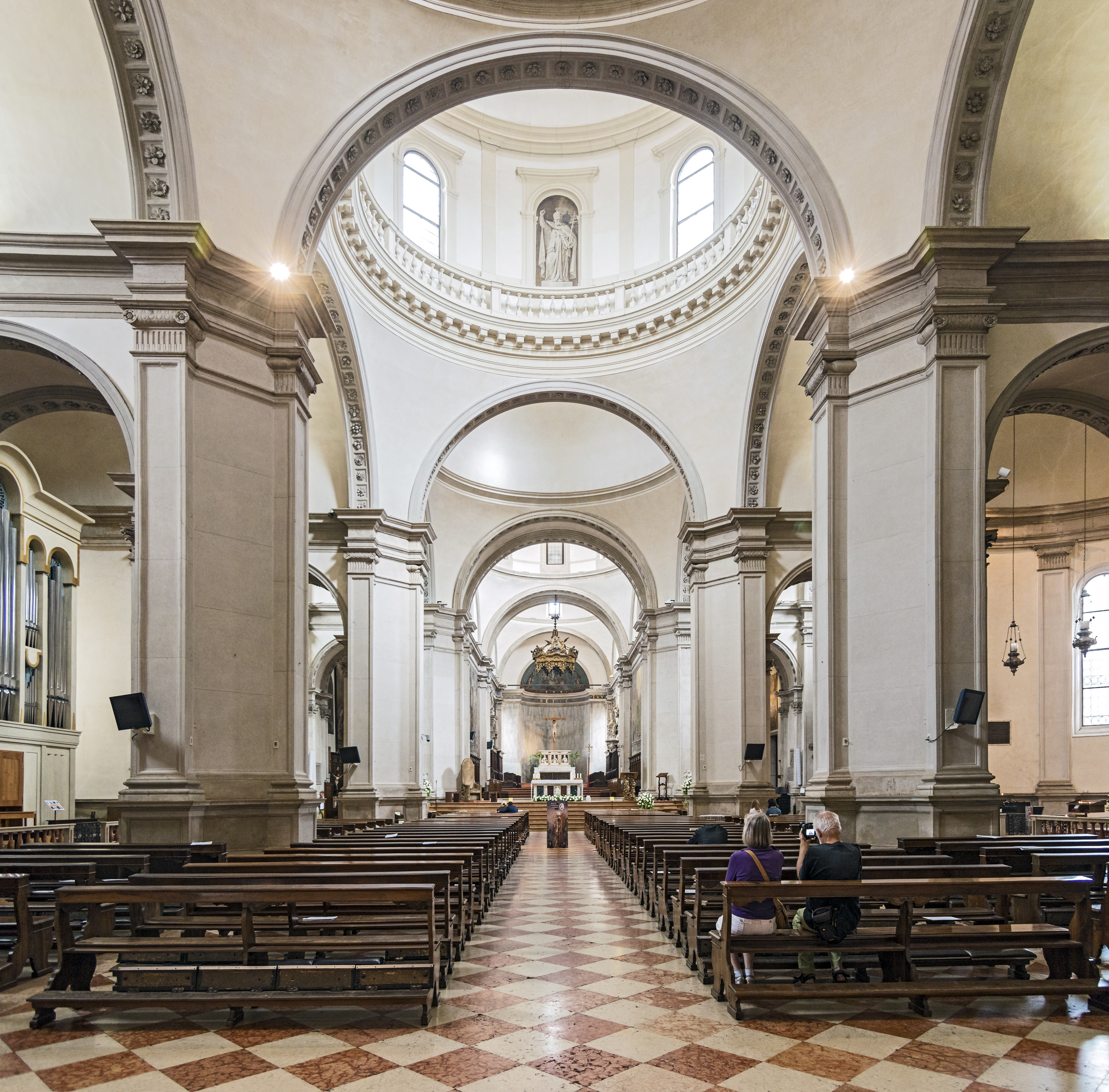
La vue générale de la nef

### Les chapelles et autelsin cornu Epistulae
Autel Del Beato Enrico da Bolzano
Au premier autel, le corps du bienheureux Henri de Trévise ou Henri de Bolzano, qui est mort en 1315. Dans le même autel, le tombeau du Bienheureux Longhin, les restes de saint Parisio, et Monaco Camaldules mort à Trévise en 1267.

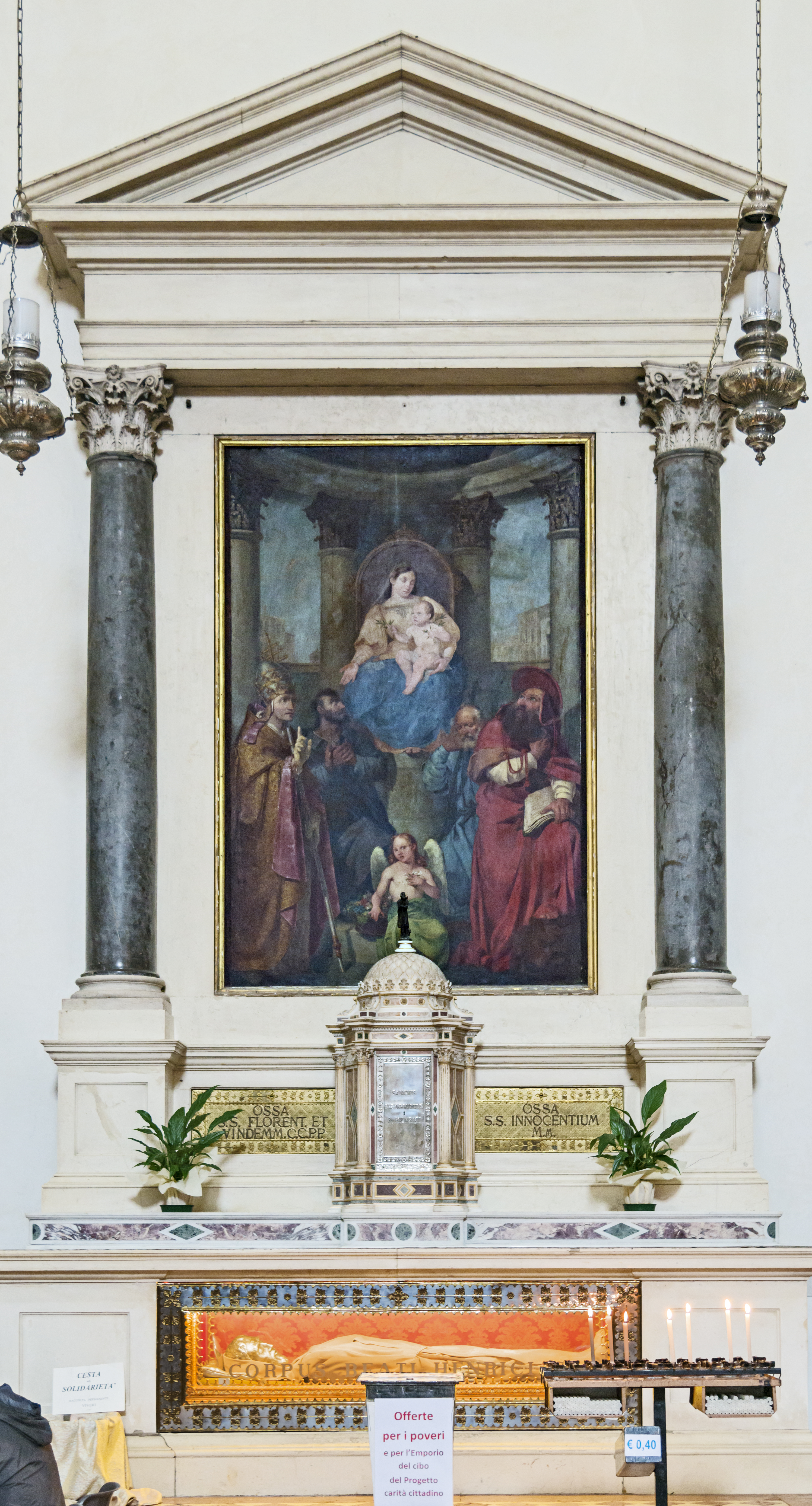
Autel du bienheureux Henri de Bolzano
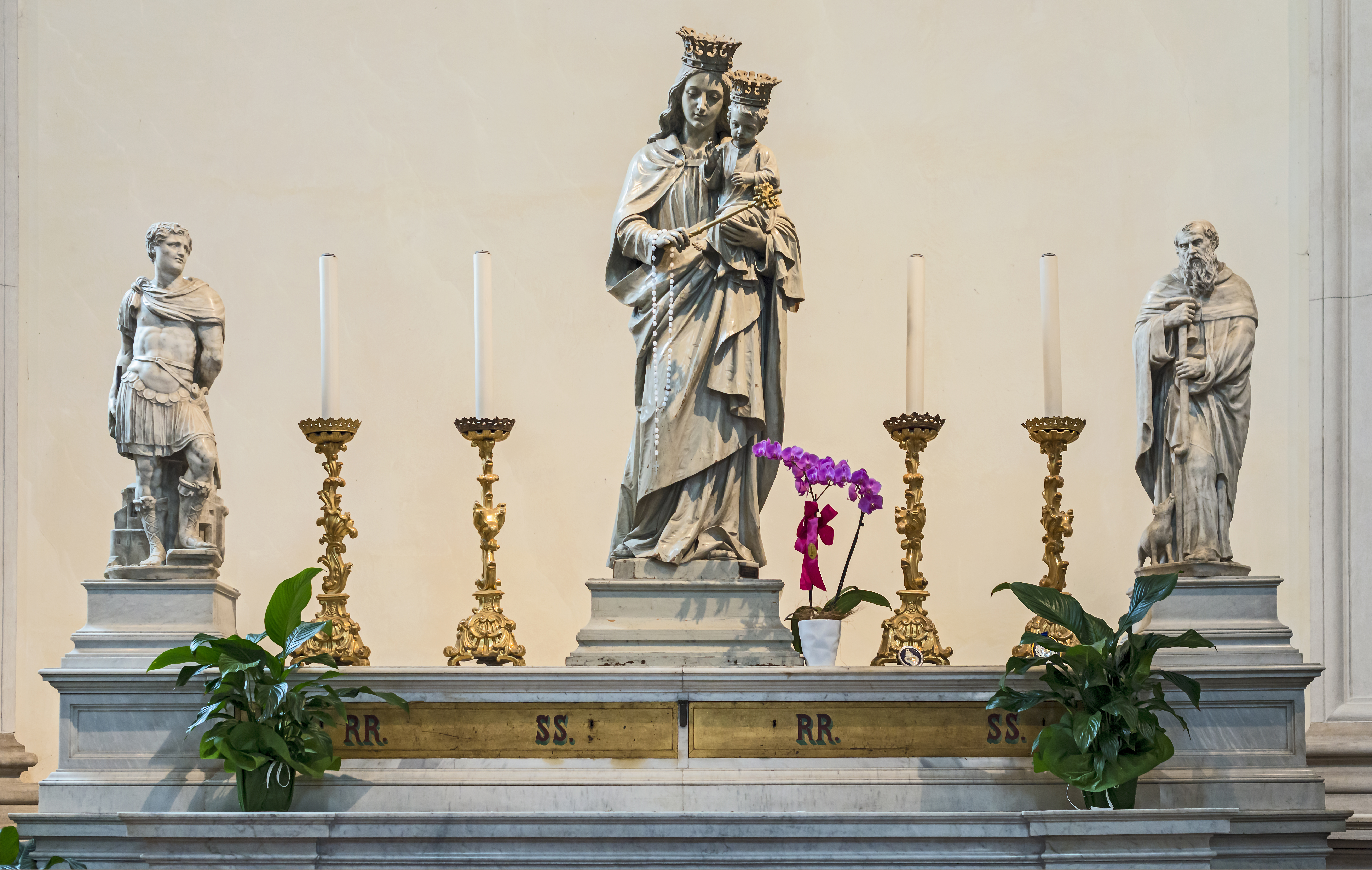
La Chapelle de Marie Auxiliatrice
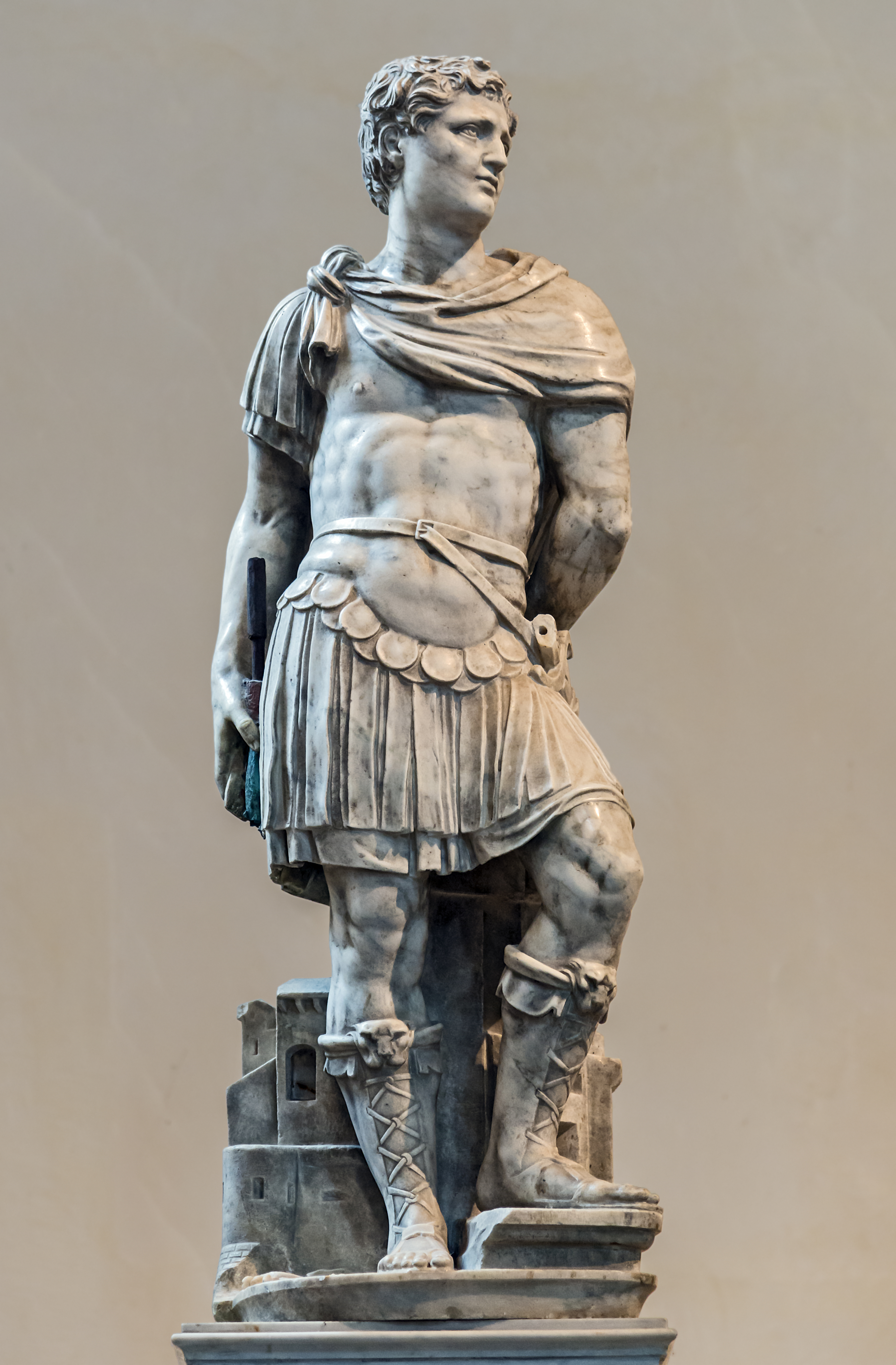
Statue en marbre de San Liberale
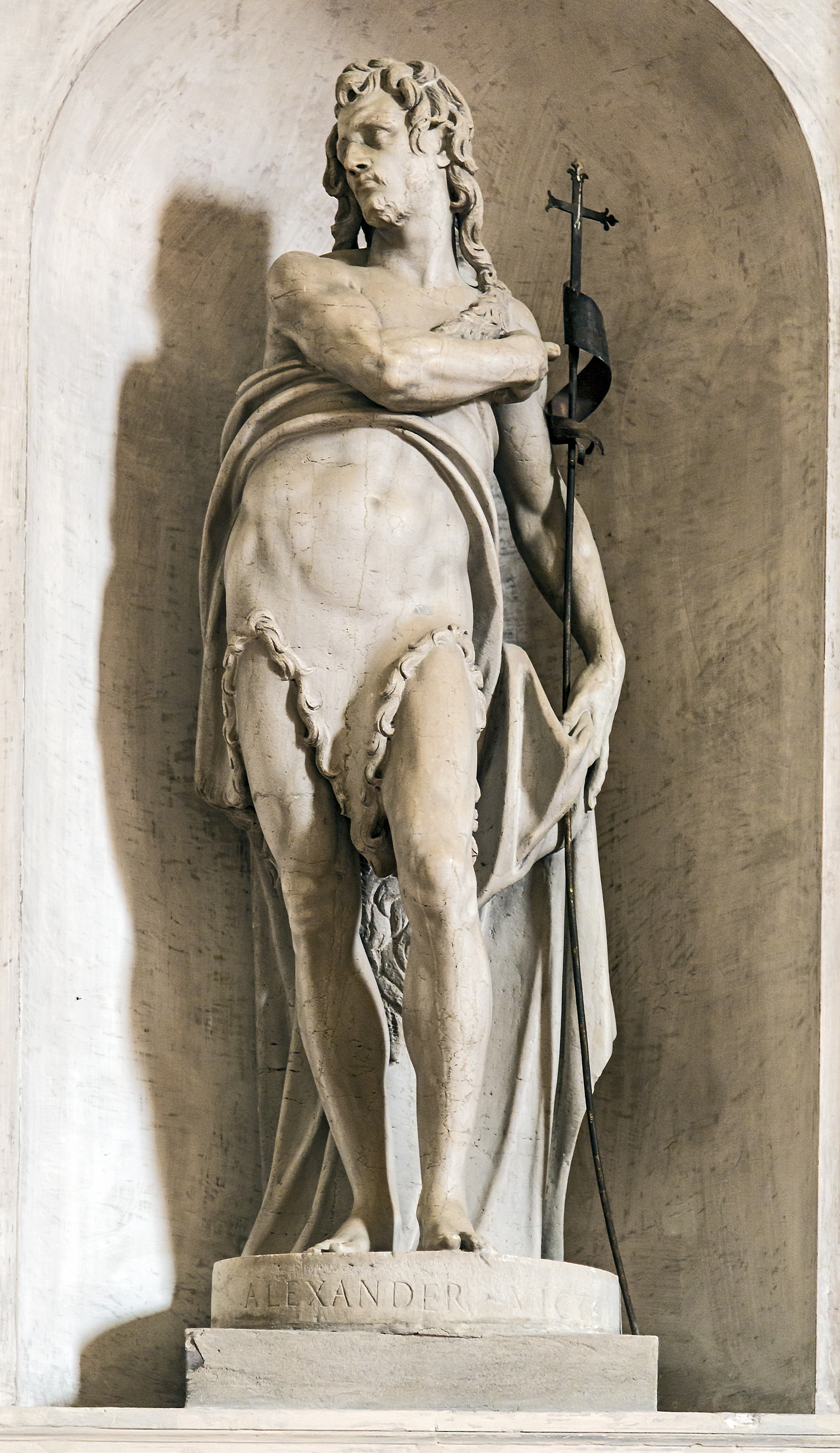
Saint-Jean-Baptiste par Alessandro Vittoria
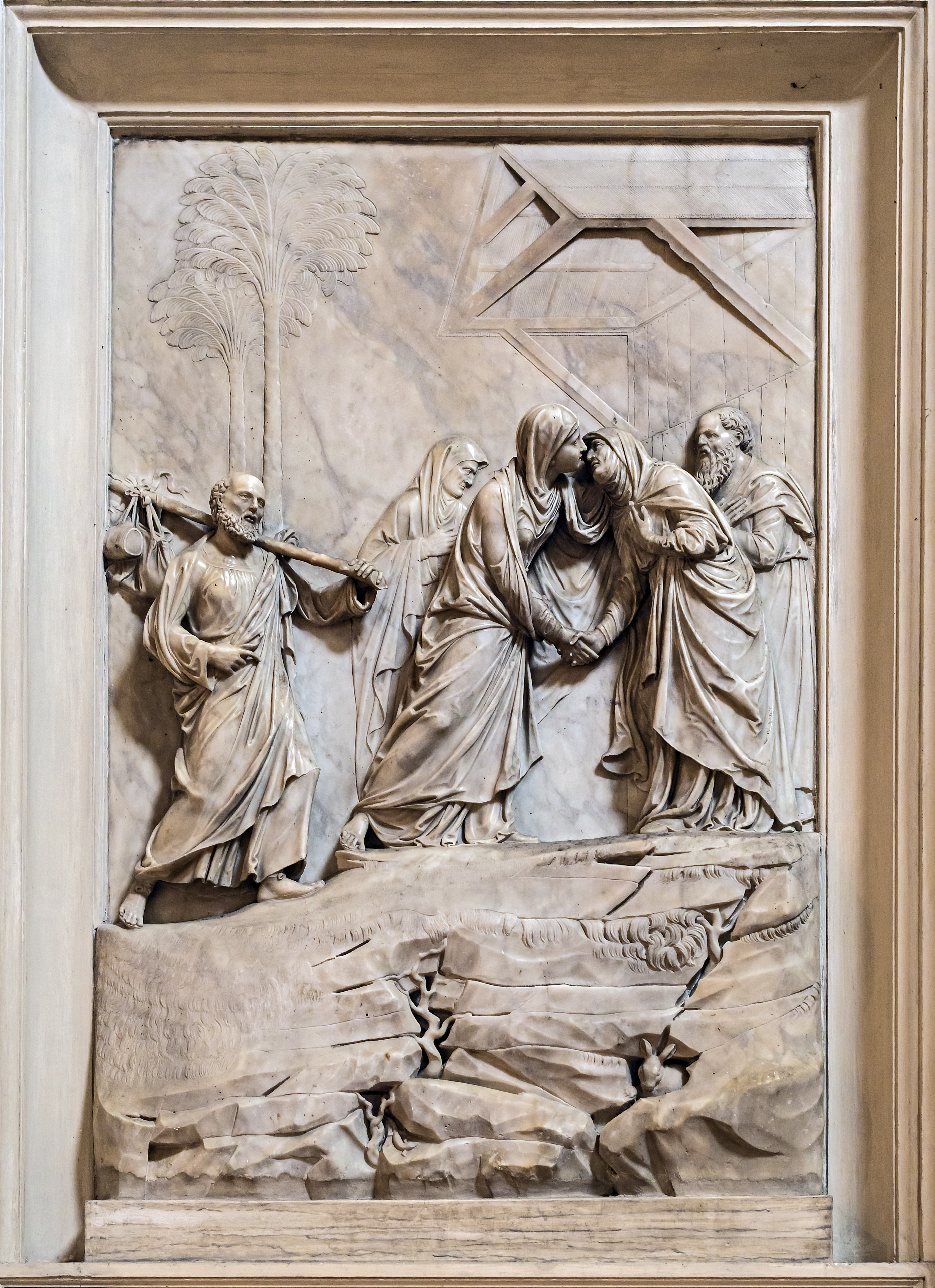
La Visitation, bas-relief par Lorenzo Bregno
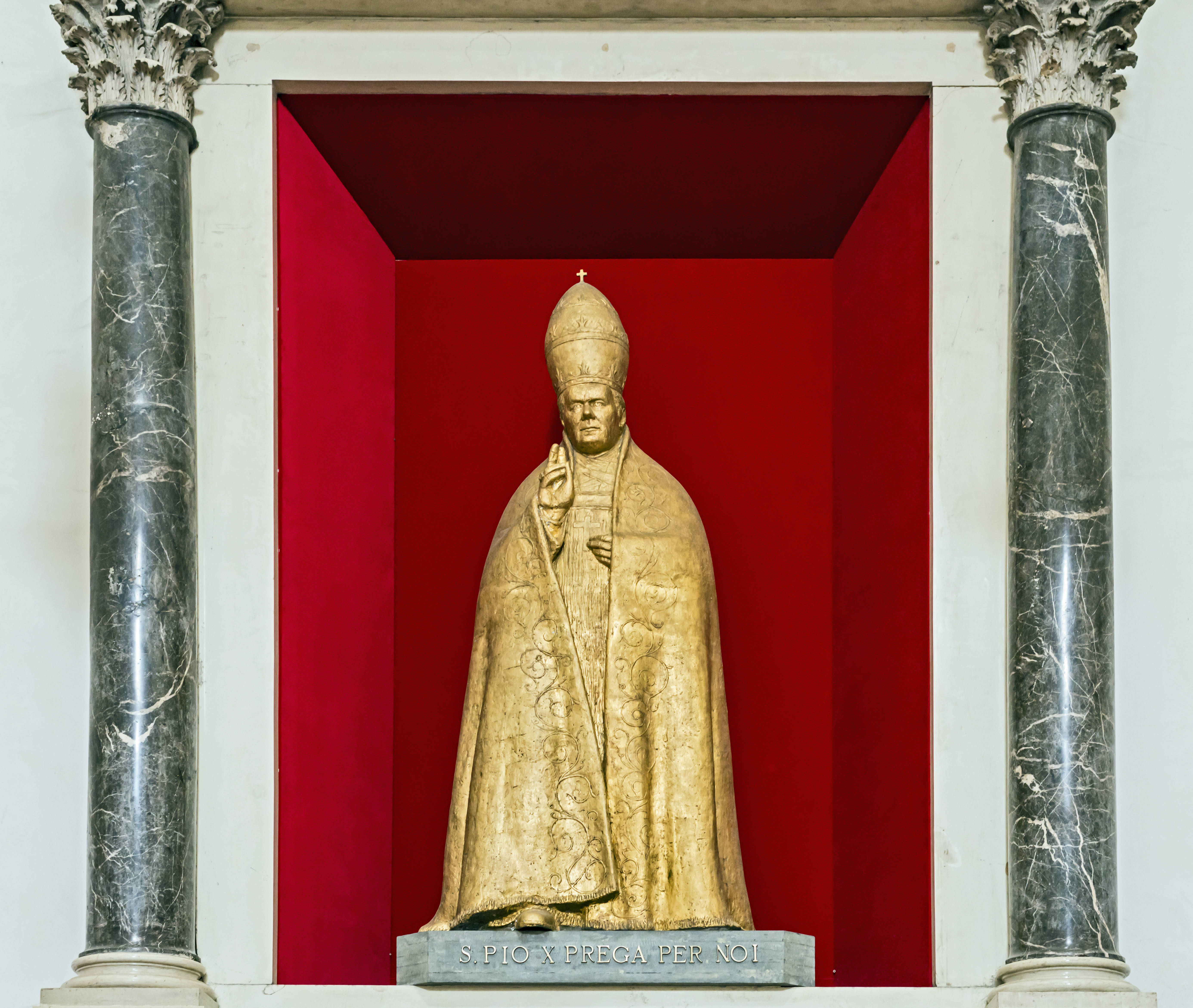
Statue de Pie X

La Chapelle de Marie Auxiliatrice
Au centre de l'autel, une statue en bois du XIXe par Ferdinand Stuflesser, artiste de Val Gardena, Représentant Marie Auxiliatrice. Sur les côtés des statues en marbre de San Liberale, patron de la ville et de Saint-Antoine Abbé, des œuvres d'école vénitienne (fin du XVIe siècle). C'est dans cette chapelle que l'on peut voir le tableau de Domenico Taruisini qui montre l'aspect roman de la cathédrale. Sur les piliers en face de la chapelle, Saint-Jean-Baptiste par Alessandro Vittoria 1570 et La Visitation ; bas-relief par Lorenzo Bregno 1565. Dans cette chapelle reposent Giuseppe Apollonio, évêque de Trévise de 1883 à 1903, et Fedrerico Zinelli, évêque de 1862 à 1879.
L'autel de Pie X
L'autel est orné d'une statue en bronze doré qui a été coulée en 1954 pour la canonisation du Pape Pie X.
Chapelle dell'Annunziata o del Malchiostro
À la fin de la nef de droite, à côté du chœur, il y a la chapelle Malchiostro, précédée d'un petit vestibule, élevé au-dessus du niveau de l'église. Dans le vestibule, plusieurs œuvres sont dignes de mention : L′Adoration des Bergers et le Retable de San Lorenzo de Paris Bordone, la Madonna à la fleur de Girolamo da Treviso il Vecchio (it) (1487) et l'Assomption de la Vierge par Domenico Capriolo.
Sur le mur droit du vestibule, le monument funéraire de Mgr Salomon Castellano, datant de 1322, travail d'un artiste vénitien avec d'importantes influences toscanes.

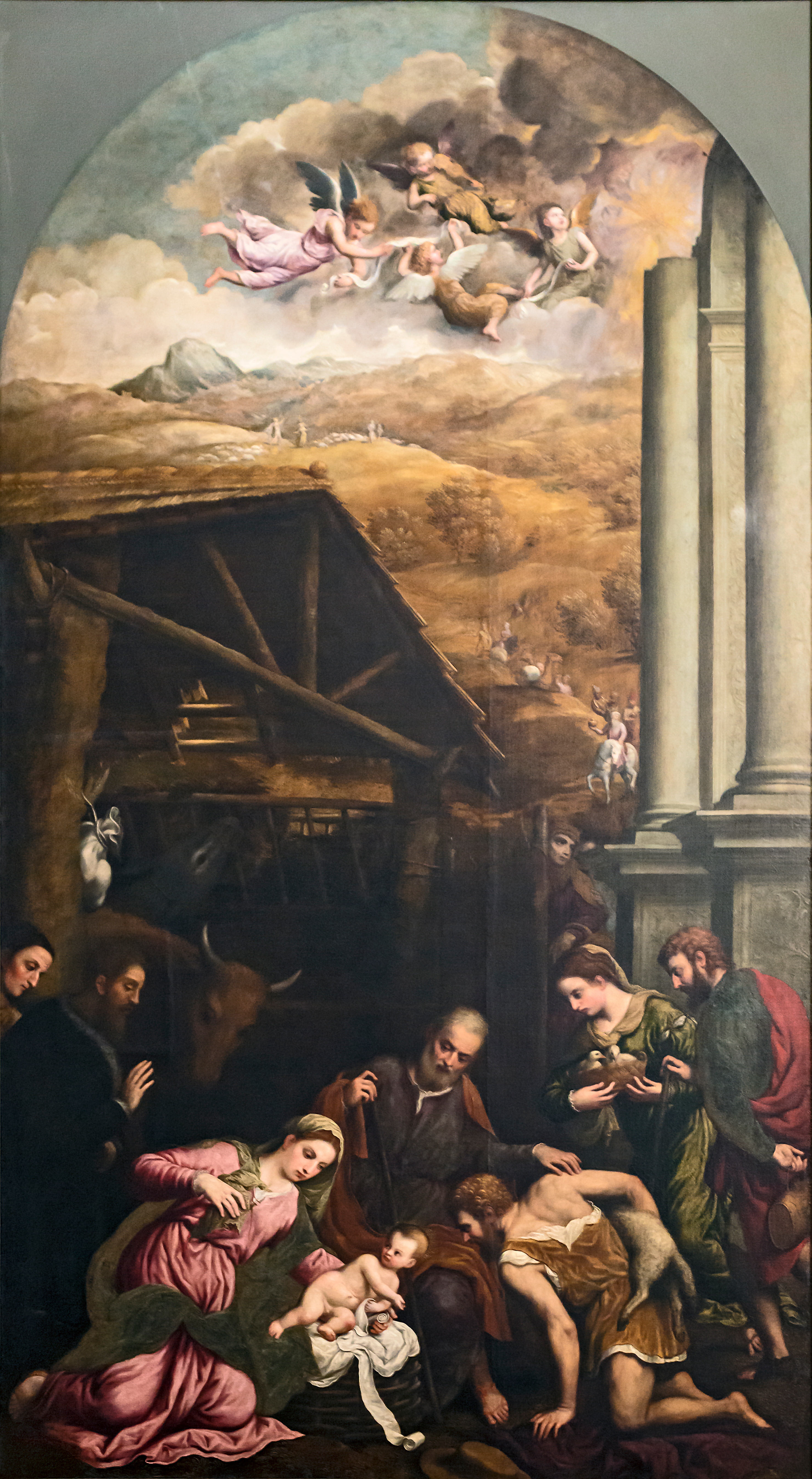
Adoration des Bergers Paris Bordone
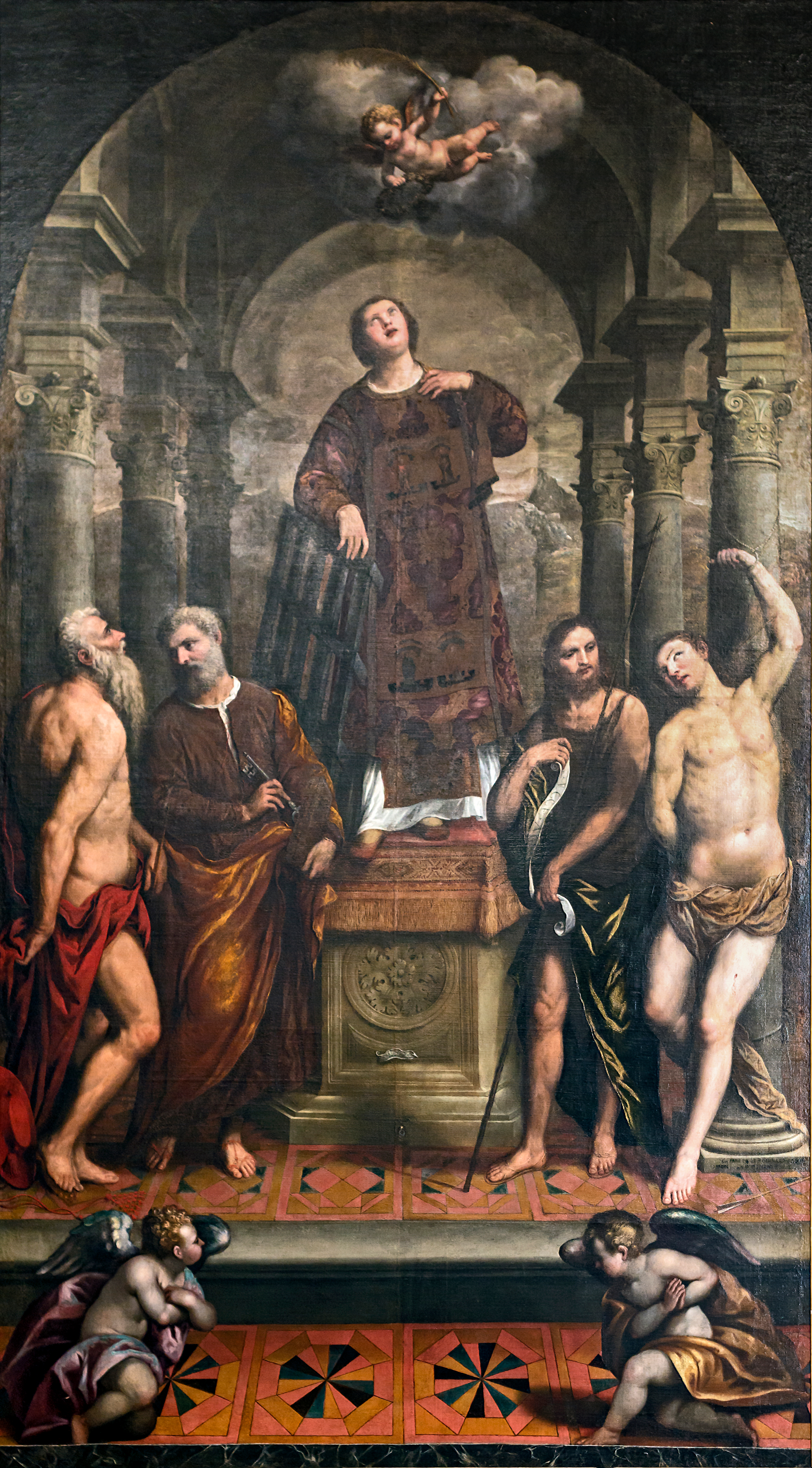
Pala di San Lorenzo Paris Bordone
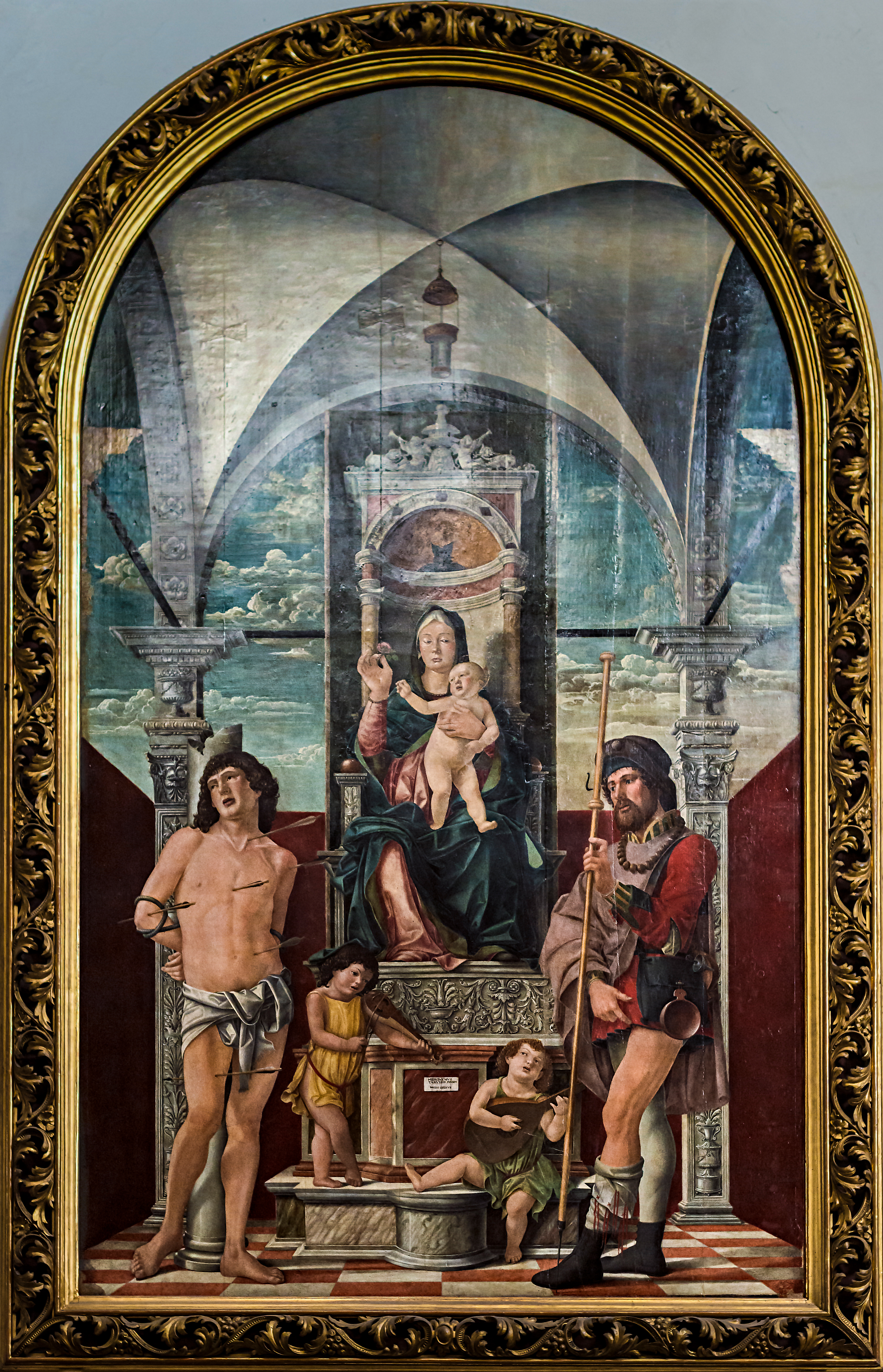
Madonna à la fleur de Girolamo da Treviso il Vecchio (it)
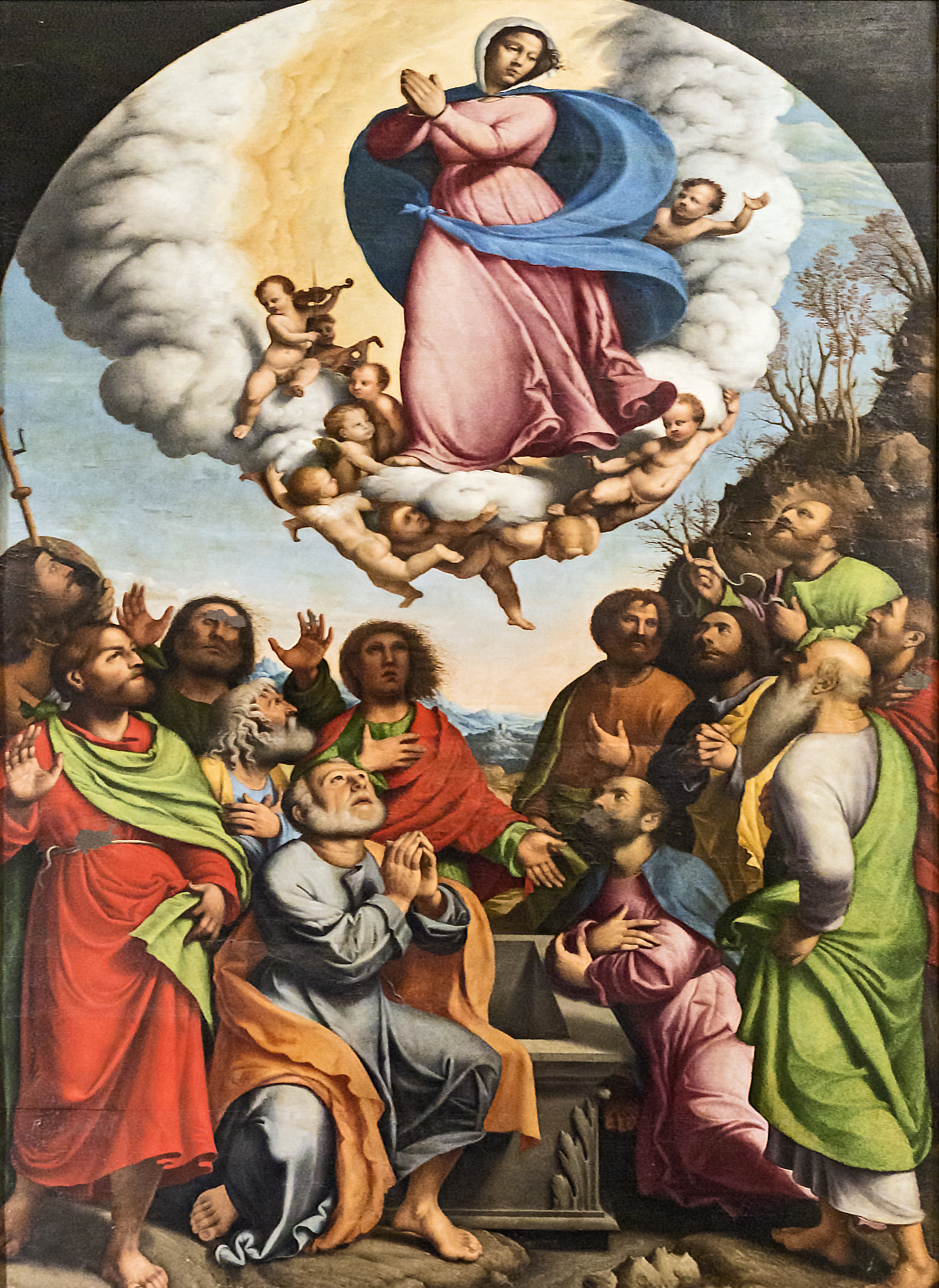
Assomption de la Vierge par Domenico Capriolo.
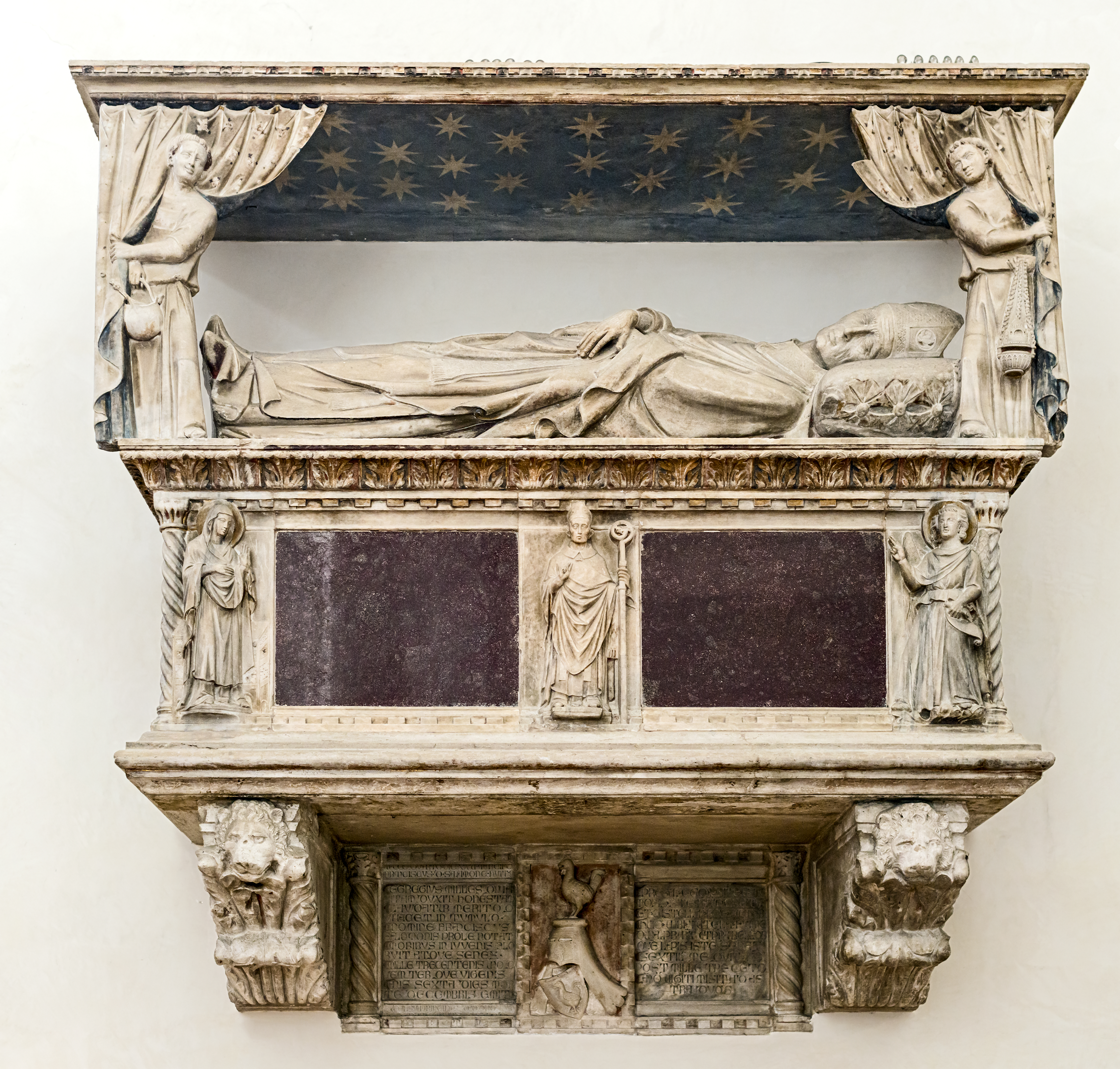
Monument funéraire de Salomone Castellano, datant de 1322
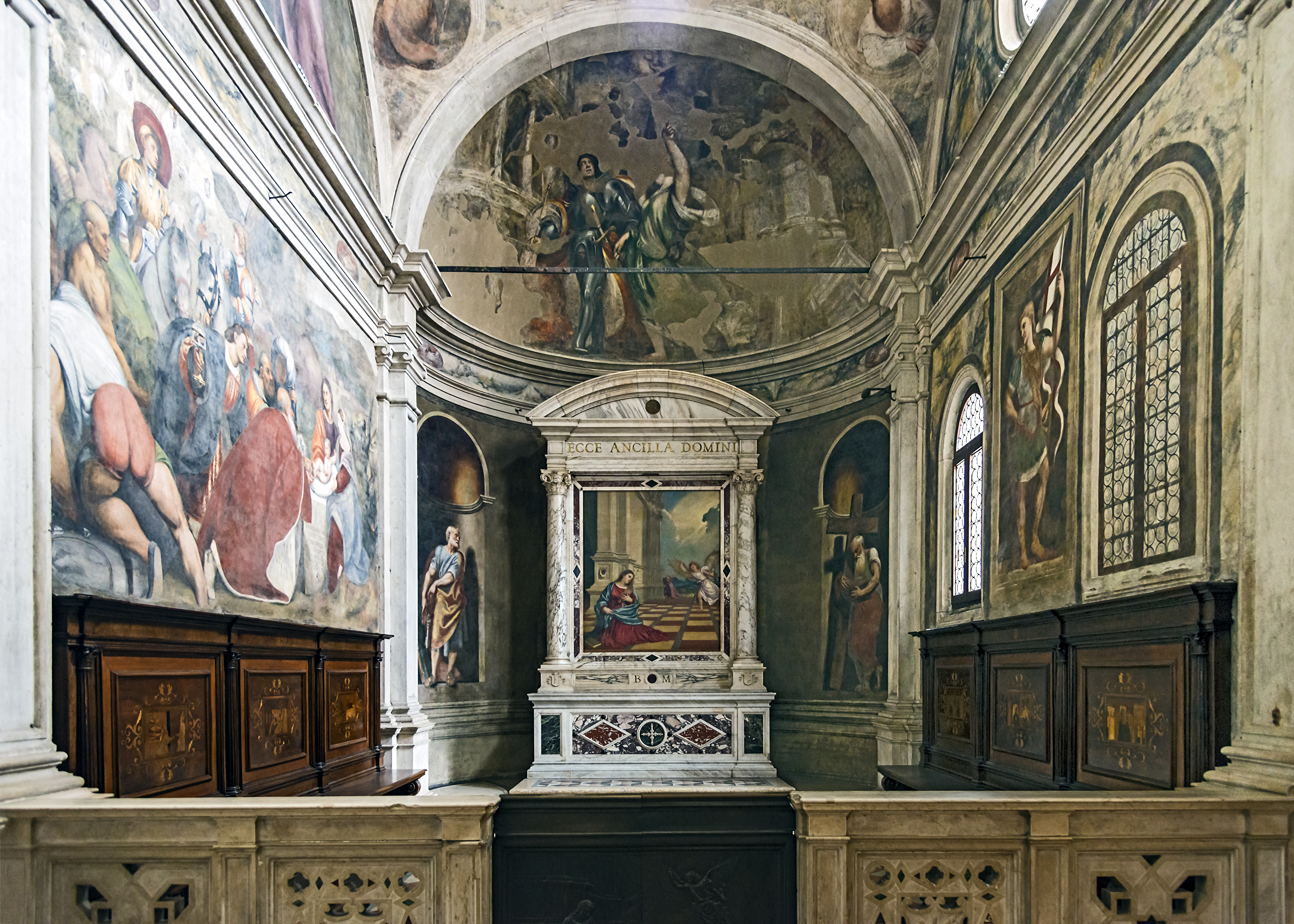
La chapelle de l'annonciation
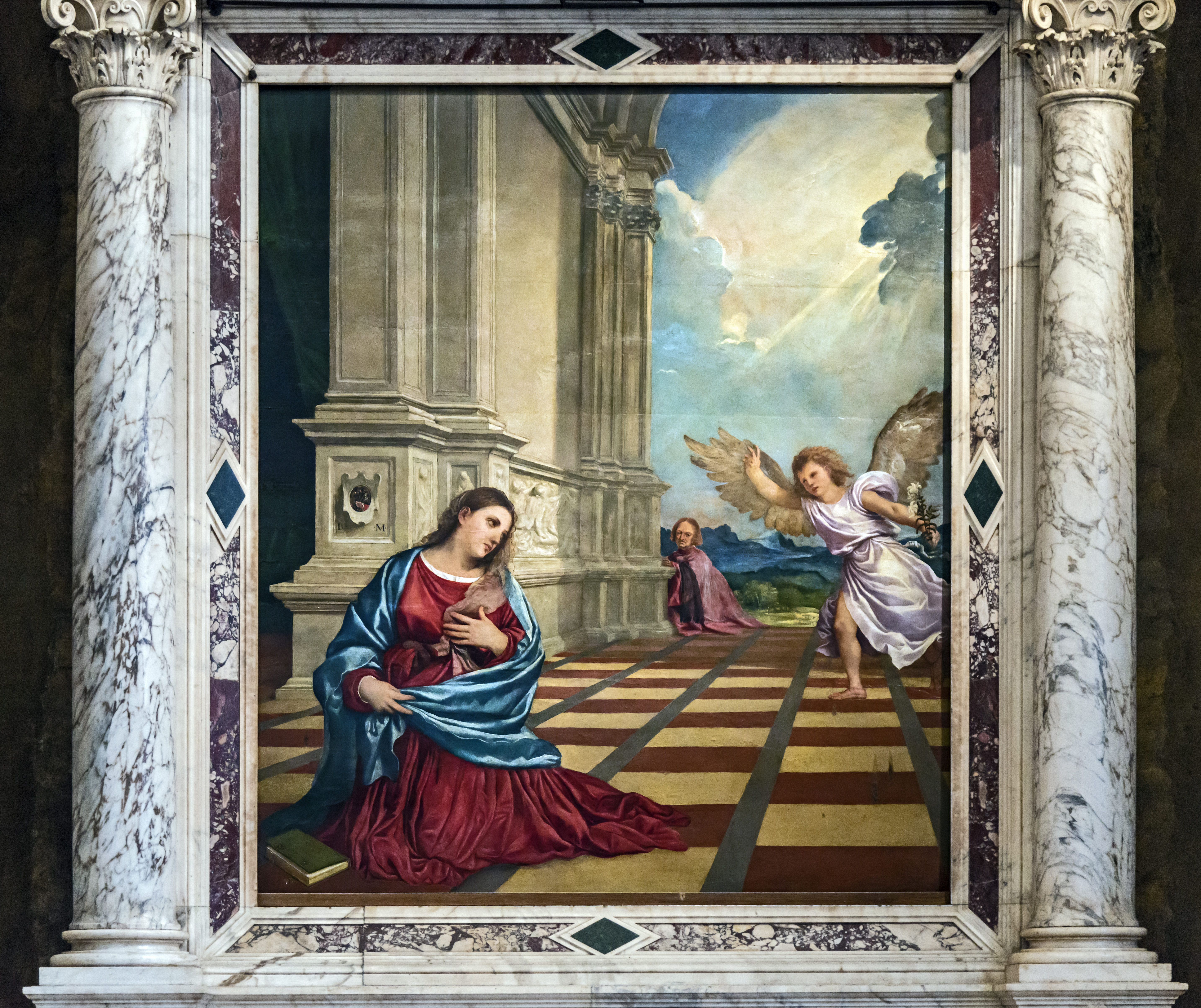
Annunciation par le Titien

La chapelle de Malchiostro remonte à 1520 et a été commandé par Broccardo Malchiostro, secrétaire de l'évêque humaniste Bernardo de Rossi. Conçue par Tullio et Antonio Lombardo, la chapelle a une structure carrée avec un dôme, dans le style Renaissance ; a été conçu de cette manière pour valoriser les fresques qui devaient l'orner. Les travaux picturaux ont été confiés aux deux peintres vénitiens les plus modernes du début du XVIe siècle : le Pordenone et le Titien et le résultat final est l'un des complexes principaux de peinture de la Renaissance Vénitienne. Le Titien, devenu très récemment, le peintre officiel de la république de Venise, peint d'abord le tableau du retable l'Annonciation. Il place l'accent sur la figure de la Vierge, tandis que l'Ange vient du fond, d'où les nuages sont déchirés pour laisser la lumière du soleil. En arrière-plan, à moitié caché, le commanditaire, qui semble espionner toute la scène.
Les murs et le dôme sont peints à fresque par Il Pordenone daté de 1520 :
l'Adoration des Mages, sur le mur gauche
la Visitation de Marie à Elisabeth, au-dessus de la fresque précédente, selon la tradition, cette dernière, a été faite en une seule journée ;
le Rêve d'Auguste, dans l'abside, endommagé par les bombardements de 1944 ;
le Père éternel, dans le dôme, est complètement perdu après le bombardement ;
saint Pierre et saint Paul dans de fausses niches.
Les oculi, ont été peints par des artistes anonymes.
Sur le mur de droite Liberal d'Altino par Pomponio Amalteo.

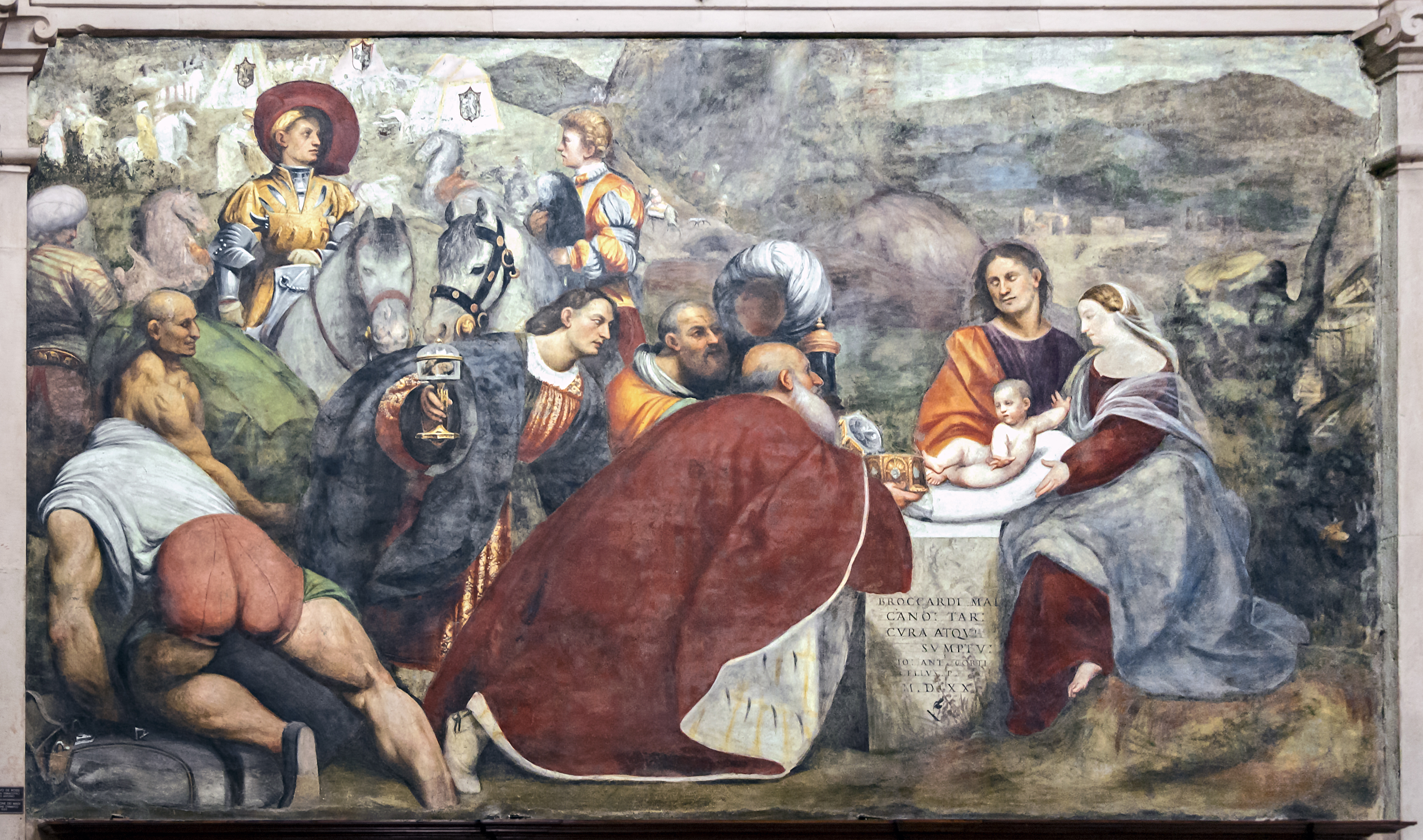
L'adoration des Mages par Il Pordenone
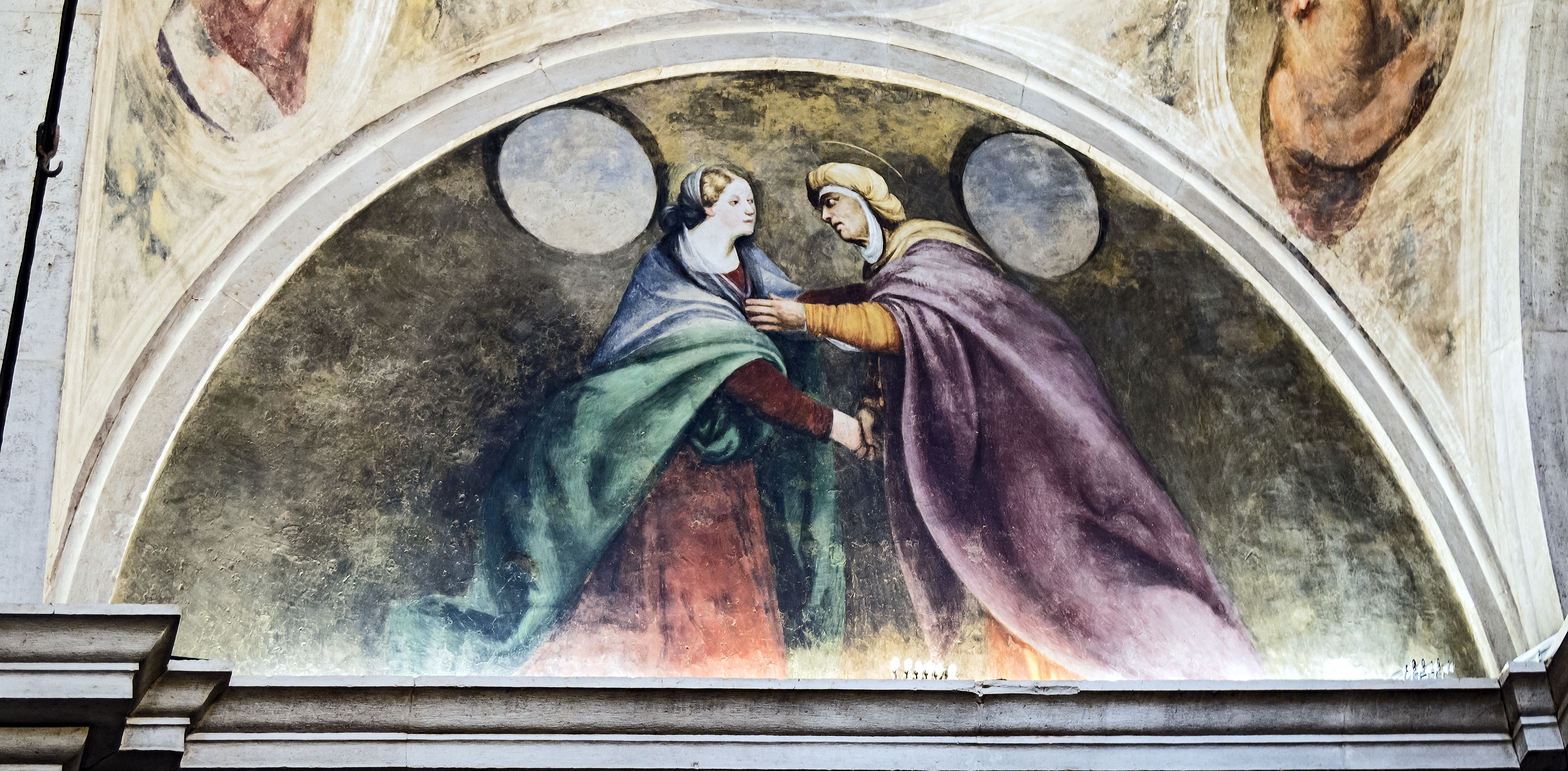
La Visitation par Il Pordenone
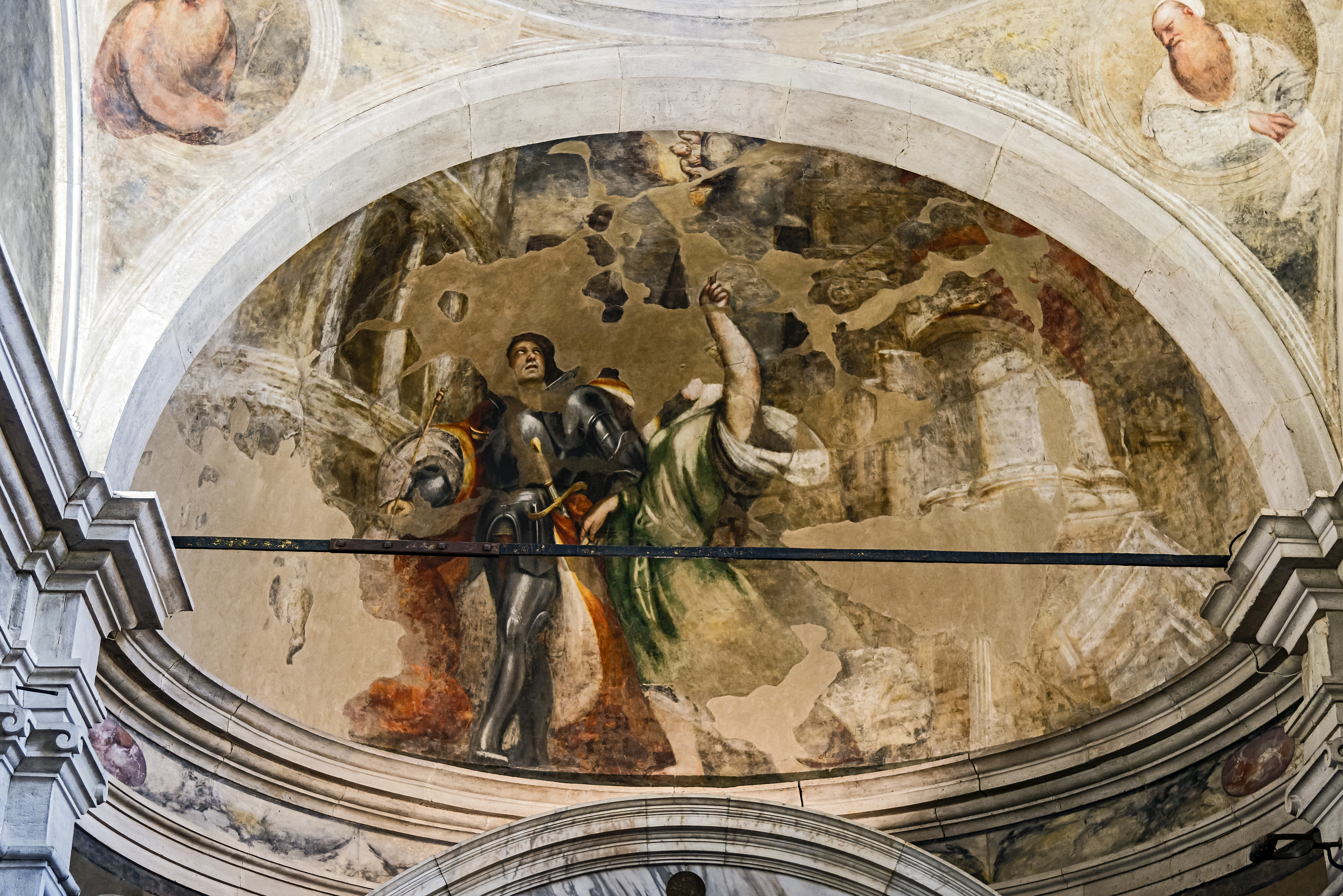
Le rêve d'Auguste par Il Pordenone

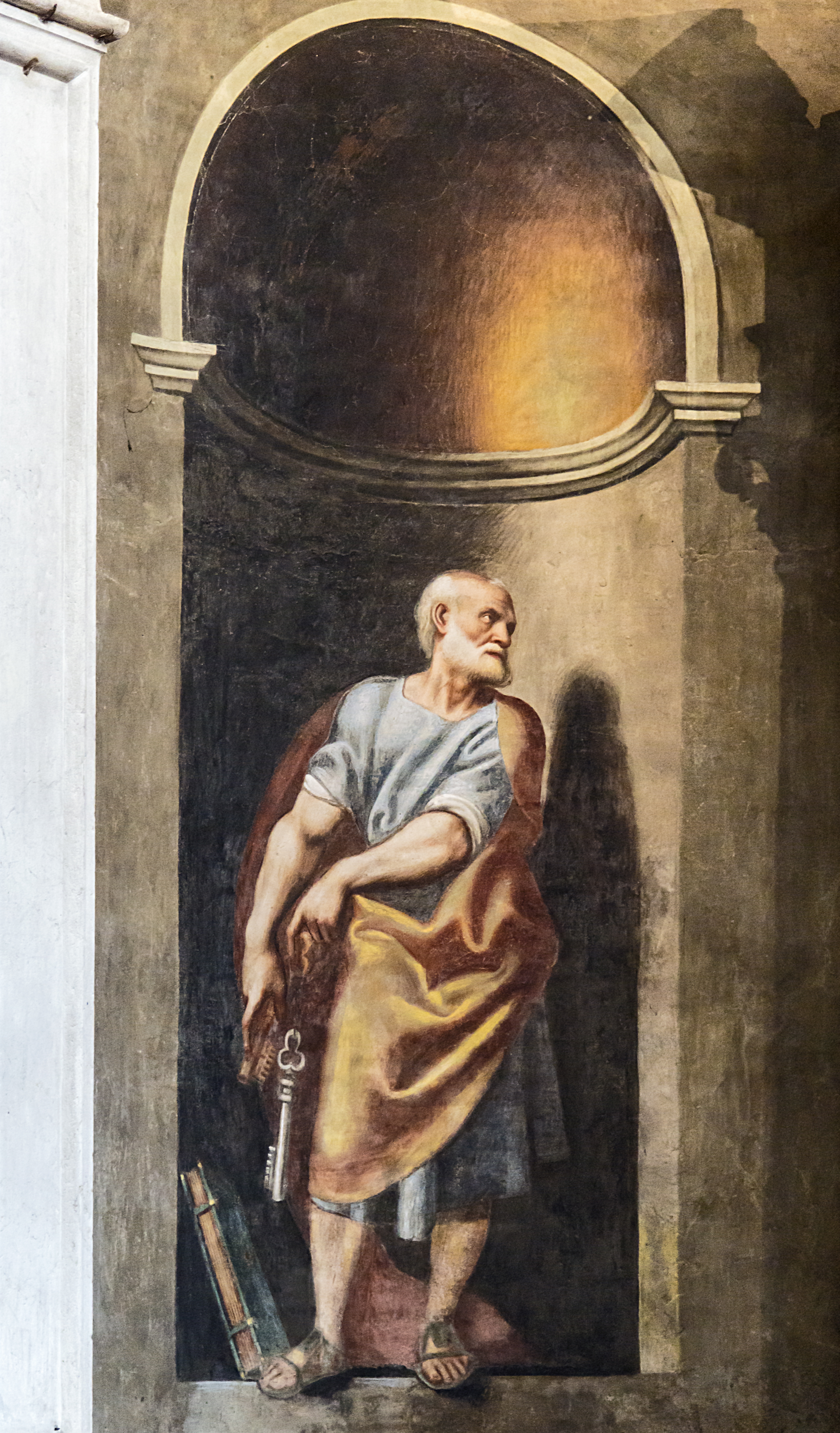
Saint Pierre par Il Pordenone
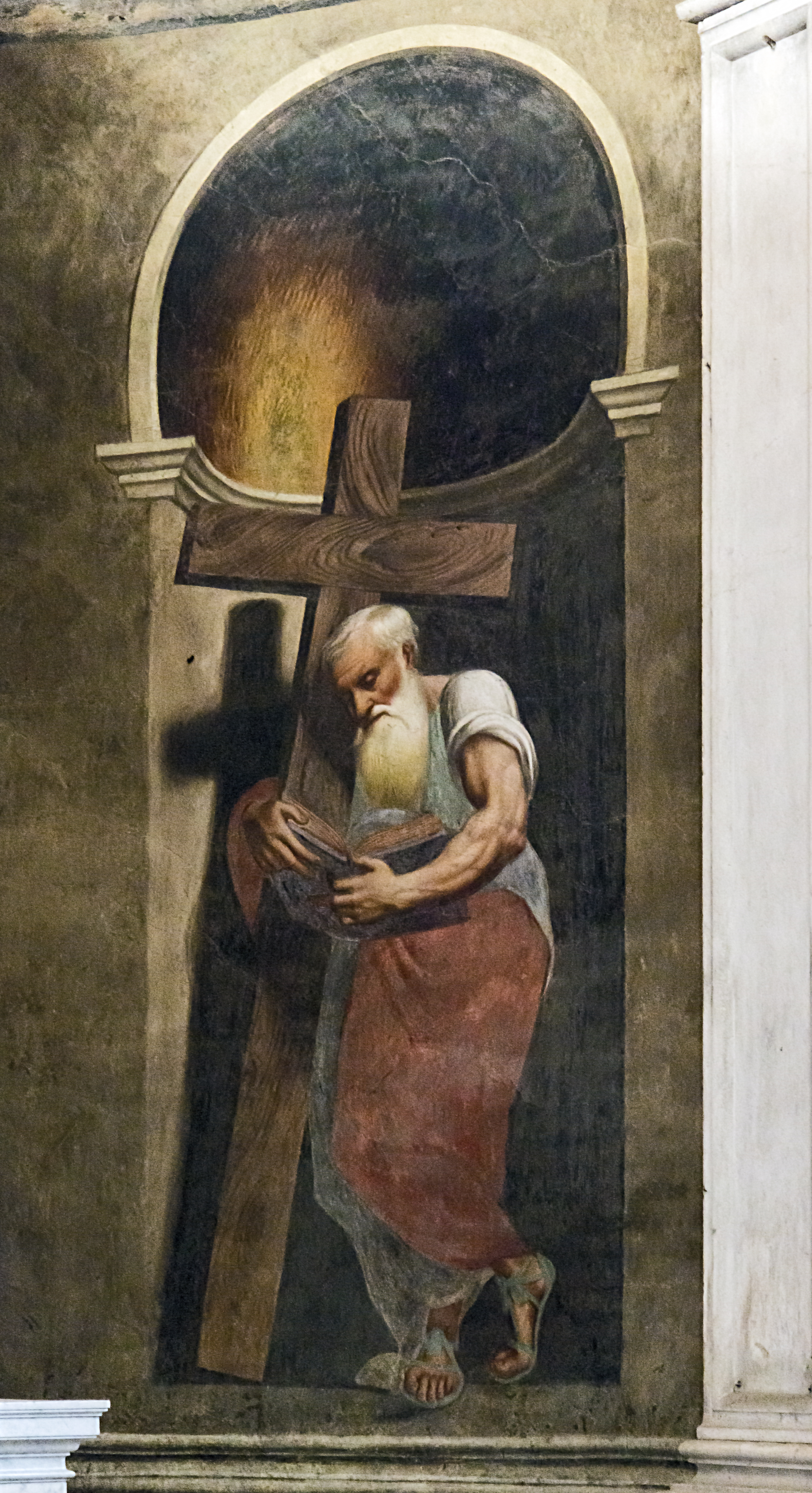
Saint Paul par Il Pordenone
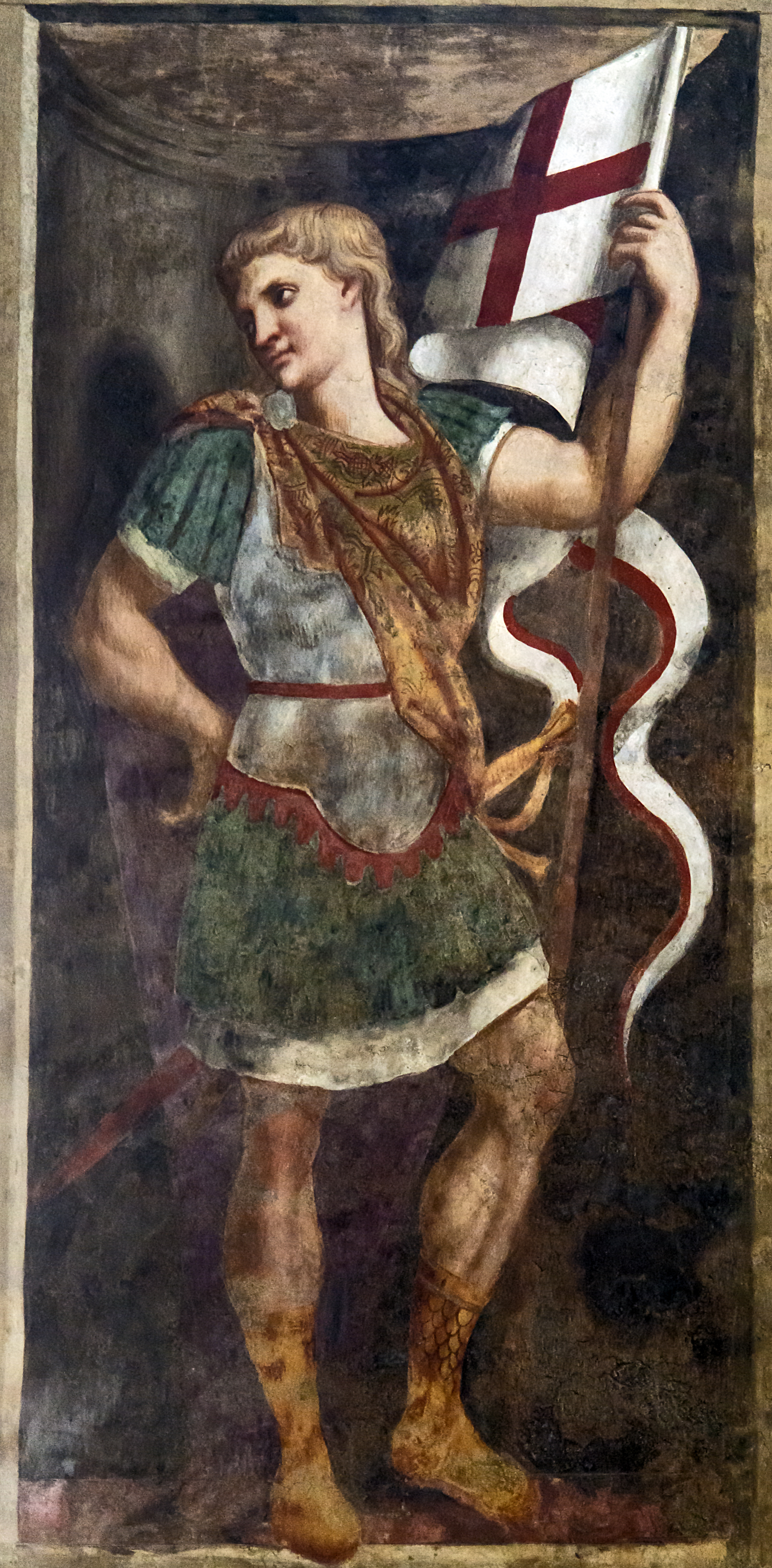
Liberal d'Altino par Pomponio Amalteo

### Le chœur
Au centre se trouve l'autel principal et derrière, le chœur se caractérise par différents éléments décoratifs tels que la fresque de l'abside représentant l'Immaculée du peintre Trévisan Antonio Beni (1866–1941) ; les stalles du chœur, dédiées aux chanoines et aux prêtres pendant les grandes concélébrations épiscopales. Du côté gauche, les stalles sont surmontées d"une fresque de Biagio Biagetti : l’Apothéose des saint Pie X.
L'autel, consacrée par Mgr Paolo Magnani en 1999, se compose du sarcophage d'origine contenait initialement les restes du bienheureux Henri de Bolzano.
L'abside est l'œuvre de Pietro Lombardo et de ses fils. L'ancien autel conservait les restes des martyrs Teonisto, Tabra et Tabrata. Dans le chœur le monument de l'évêque Giovanni Dacre (1486), placé sur le mur de gauche. Face à cela, le monument au pape Alexandre VIII Ottoboni, œuvre baroque de Giovanni Bonazza faite entre 1689 et 1693.

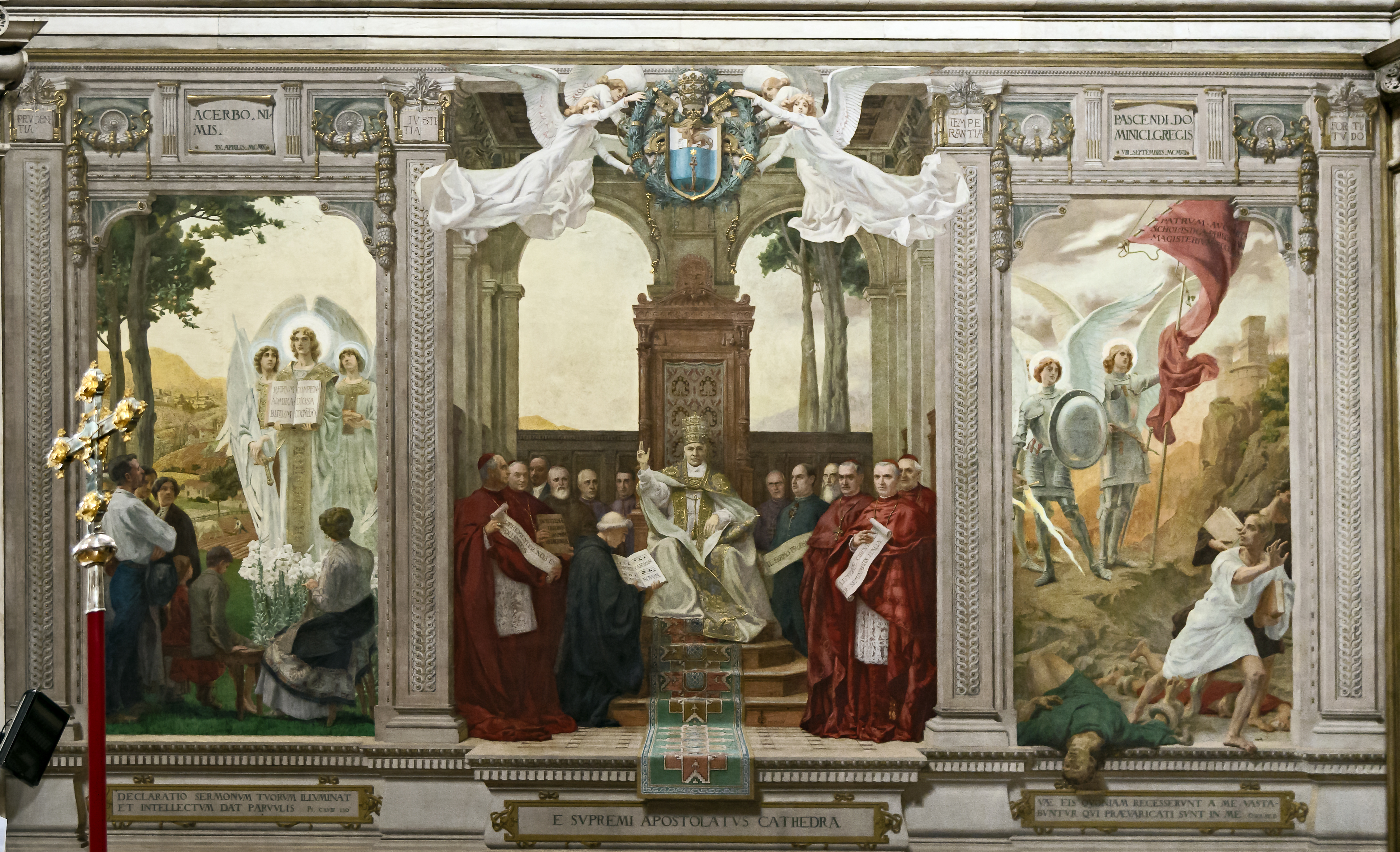
L'Apothéose de saint Pie X par Biagio Biagetti
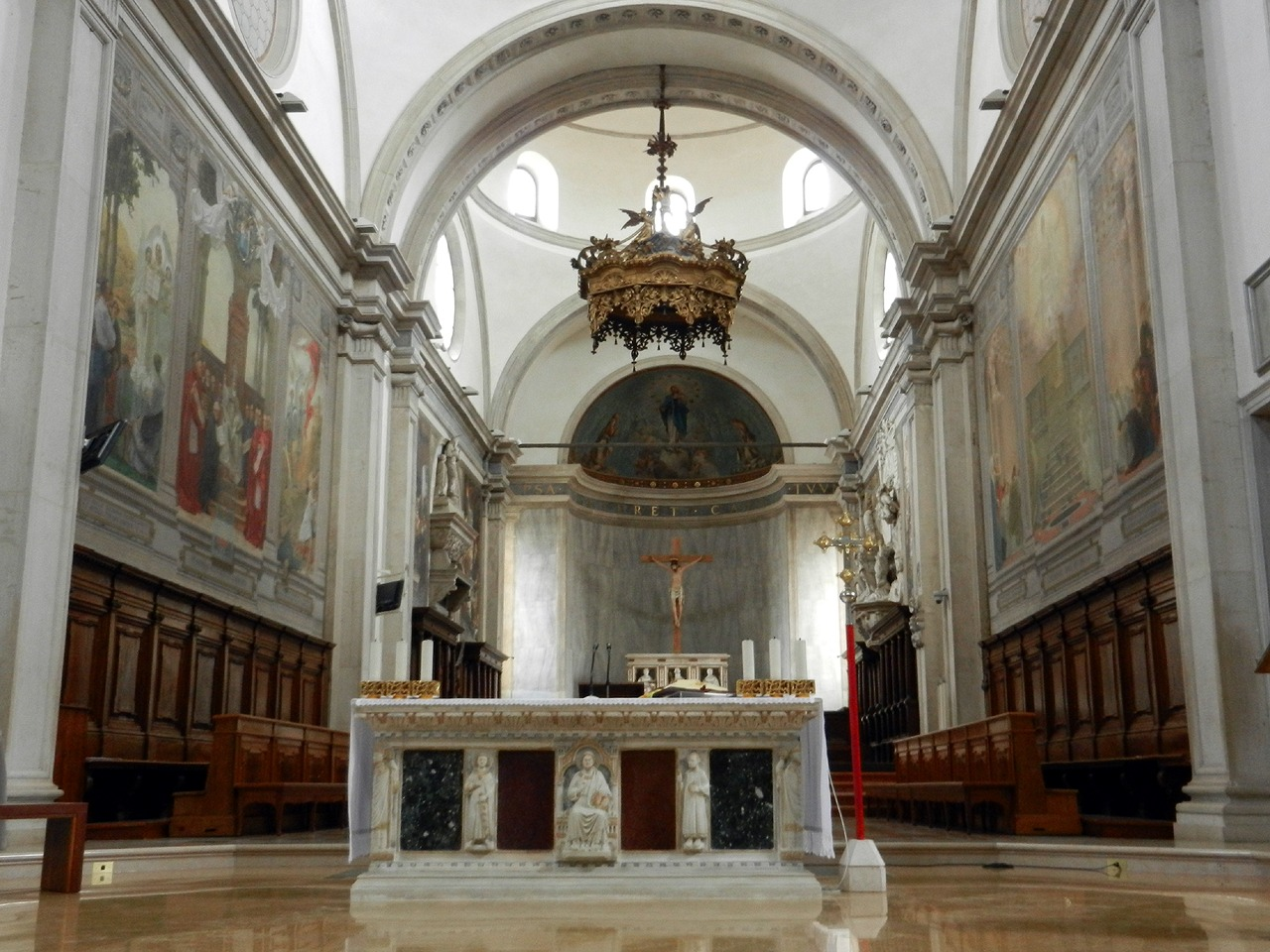
Le chœur
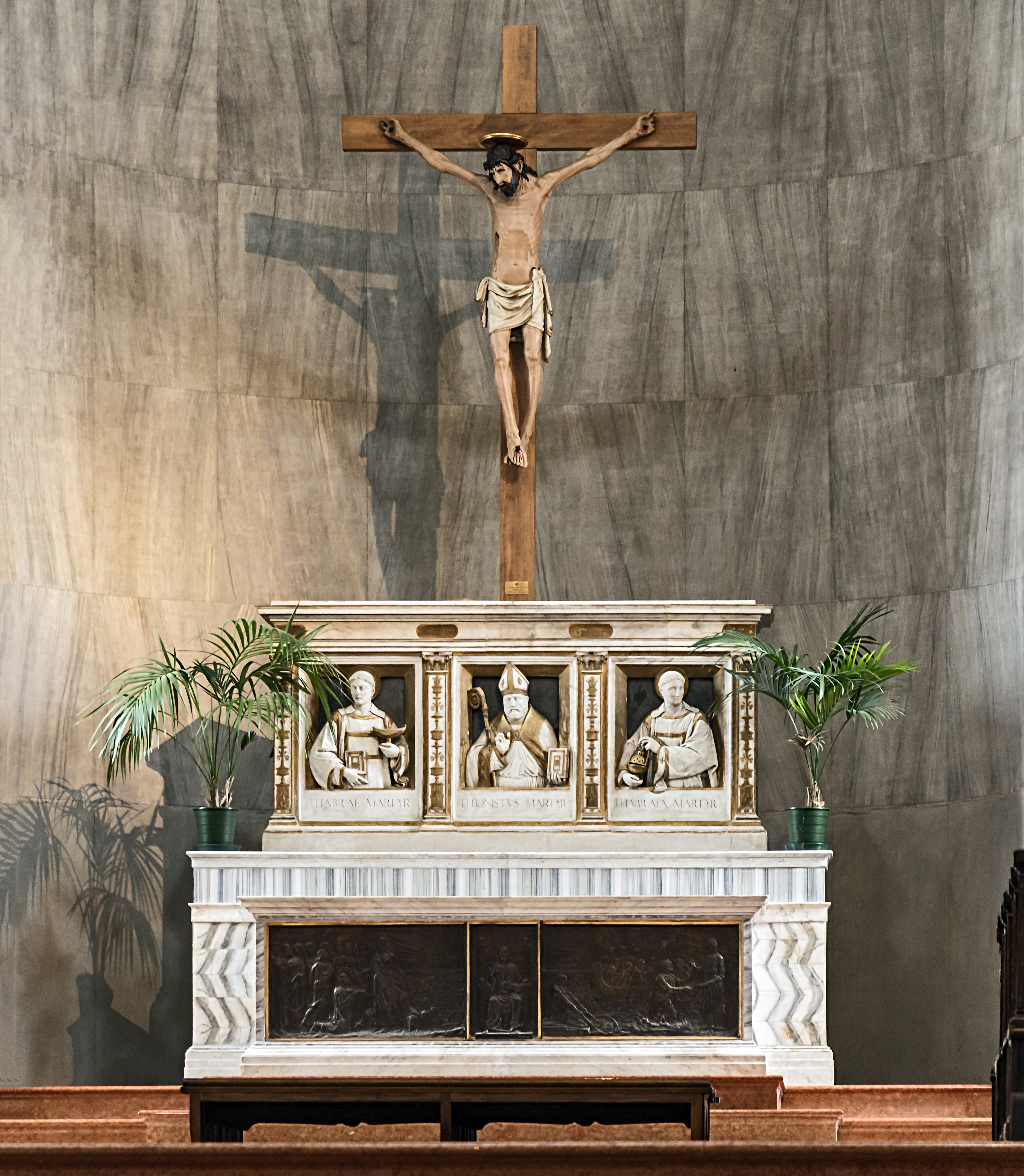
Le maître autel

### Les chapelles de gauche
La chapelle du Saint-Sacrement
À la fin de l'allée à gauche, à droite de l'autel principal, la chapelle du Saint-Sacrement (XVIe siècle) abrite le tombeau de l'évêque Nicolò Franco (XVe siècle), qui, avec l'aide des Franciscains, a fondé à Trévise le Mont de Piété ; le tombeau est attribué à Antonio Maria da Milano.
Le vestibule est orné des armes l'évêque Bernardo de'Rossi, qui a commandité Antonio e Pietro tajapria, entre 1501 et 1514, comme indiqué dans la plaque sous les armes. Le tombeau de l'évêque Nicolas Franco, sculpté en 1501 par un artiste de l'école lombarde est remarquable pour les décorations de style Renaissance. La fresque de l'abside montre un Christ Pantocrator de Pier Maria Pennacchi réalisé en 1511. Dans les écoinçons du dôme des effigies des quatre Évangélistes en bas-relief faites par Lorenzo Bregno.

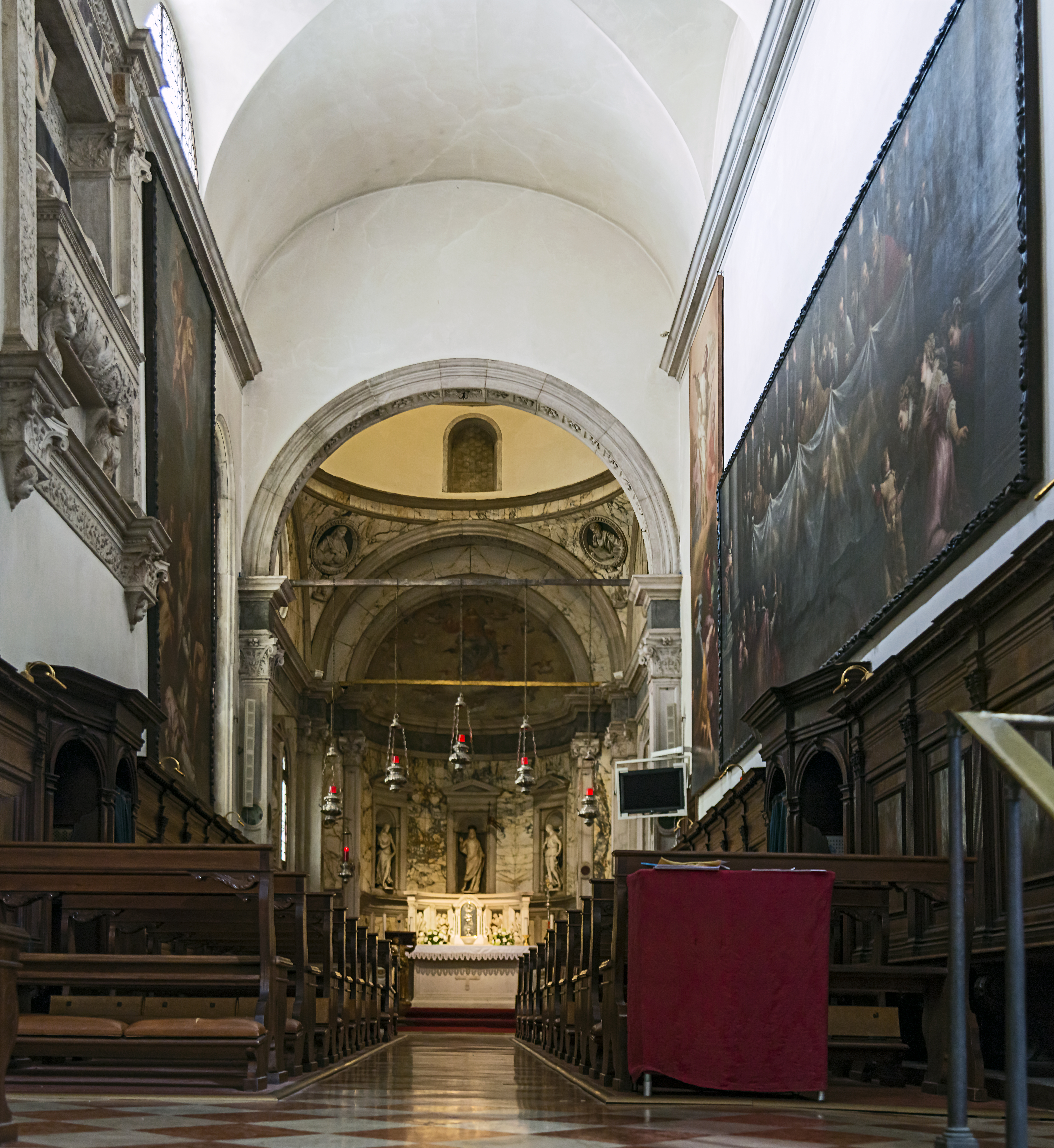
La chapelle du saint Sacrement
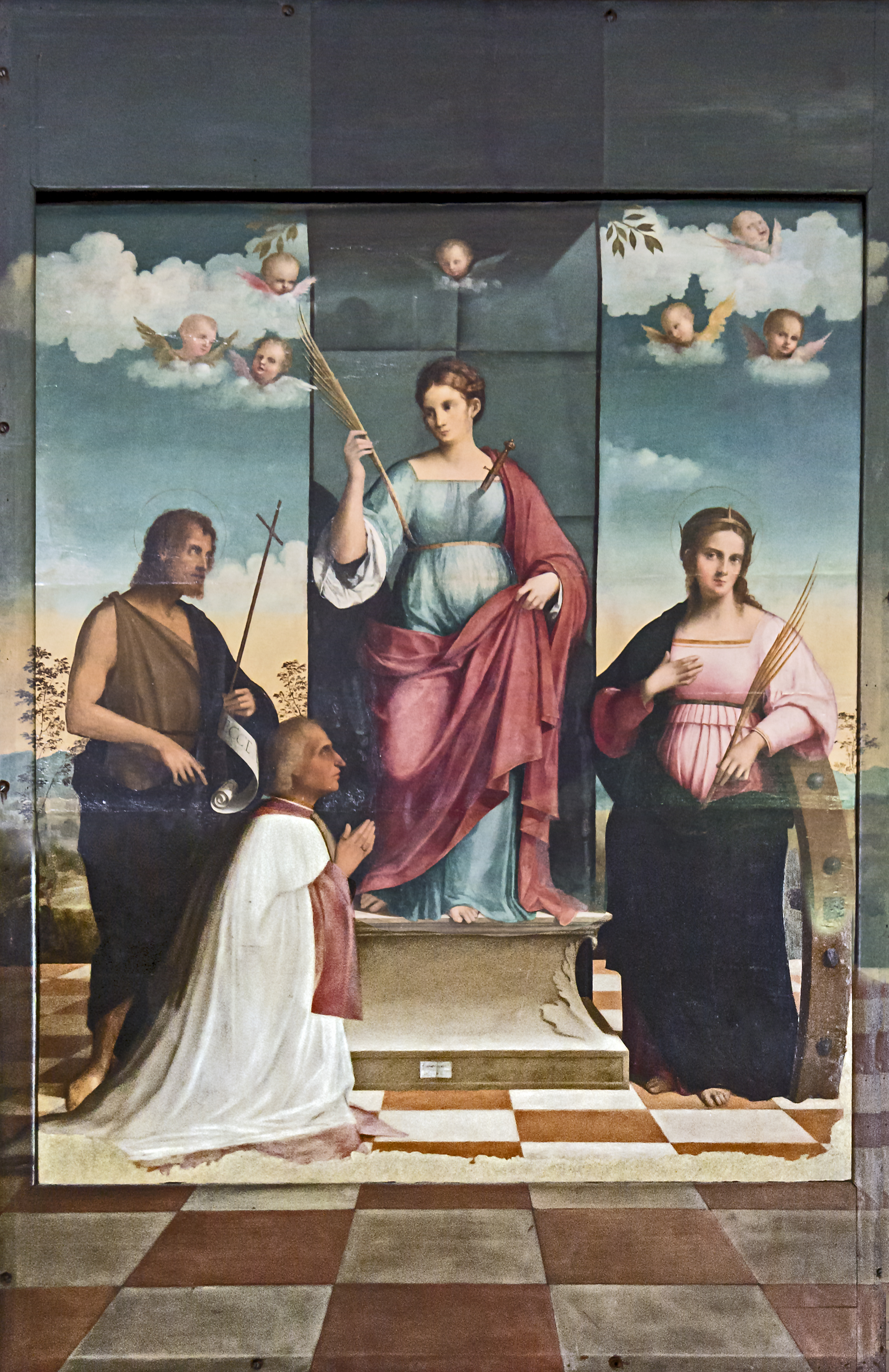
Chapelle de sainte Justine
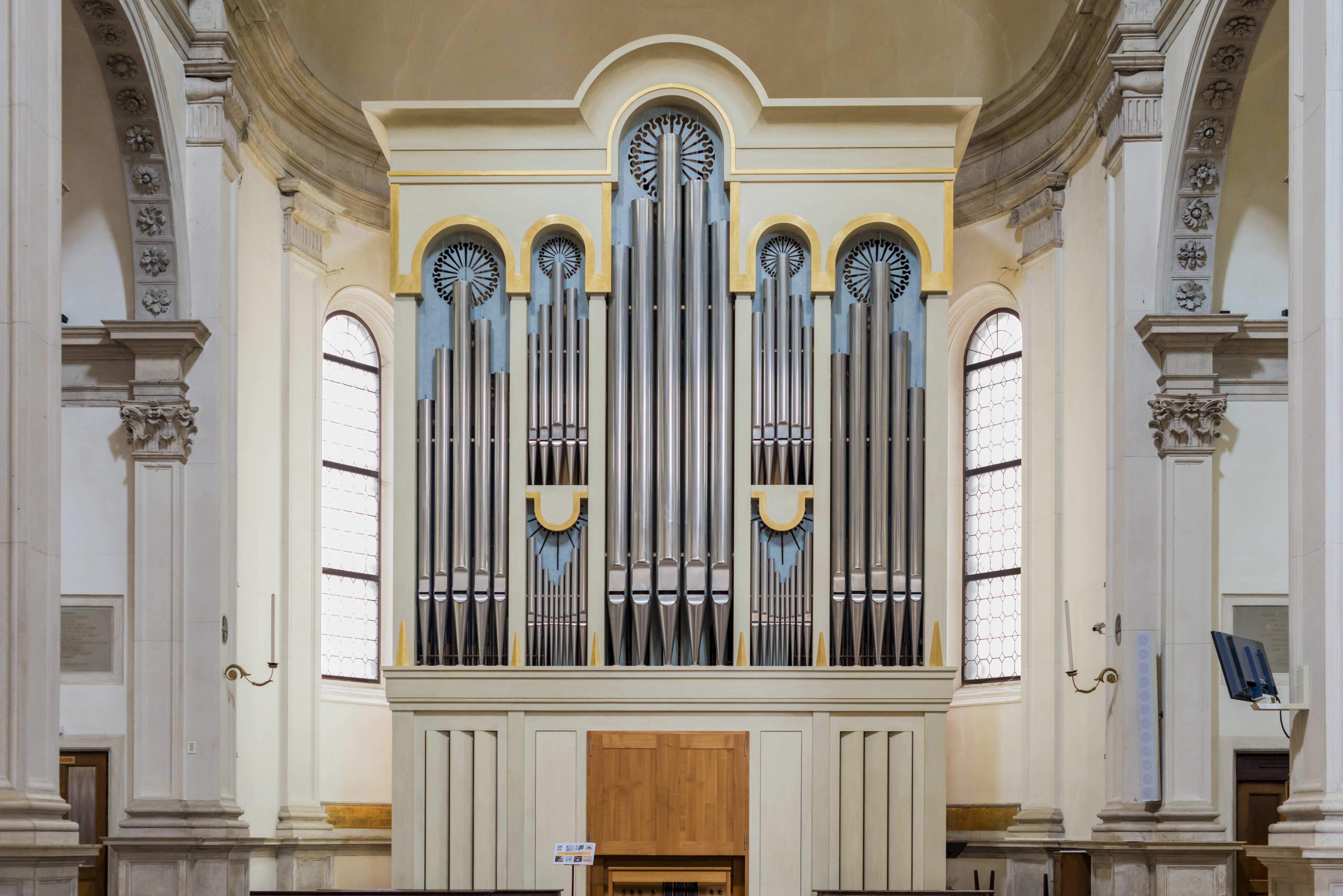
L'orgue Kuhn et Hradetzky

L'autel de sainte Justine
Le tableau du retable est daté de 1530 c'est une huile sur toile de Francesco Bissolo représentant Sante Justine avec les saints Jean-Baptiste et Catherine d'Alexandrie et un commanditaire.
L'orgue
Le premier orgue, était situé près de l'autel de Pie X. Il a été construit par cette Mastro Lorenzo par les organes. Presque entièrement reconstruit en 1436 par le Frère Nicolao de Alemania et 1481 par le P. Urbano de Venise. Il a finalement été remplacé en 1769 par le travail du grand facteur d'orgues Gaetano Callido. Cet instrument, modernisé par Giacomo Locatelli en 1876, a été remplacé en 1915 par un nouveau grand orgue de Giovanni Tamburini (it), qui a été transféré à l'église della Natività della Beata Vergine Maria à Trebaseleghe en faveur de l'instrument actuel.
L'orgue actuel a été construit par les facteurs Kuhn et Hradetzky en 2000, à l'occasion du "Jubilé de l'An 2000". Il est à entraînement mécanique, et équipé de trois manuels de 58 notes chacun et un pédalier droit de 30 notes, pour un total de 51 registres sonores (49 réel).
L'instrument est placé dans la nef latérale gauche et se caractérise par un prospectus inspiré de celui des organes anciens de l'école italienne.
Dans l'église sont enterrés les saints martyrs Teonisto, Tabra et Tabrata, San Fiorenzo et San Vendemiano: à côté de l'autel dans la chapelle du Saint - Sacrement sont conservés les restes de l'évêque de la ville Andrea Giacinto Longhin, transférés de la crypte à l'occasion de sa béatification.

### La crypte
La crypte est la plus ancienne pièce de la cathédrale, divisé en trois nefs, irrégulières en raison des interventions du XVe siècle, elle est soutenue par 68 colonnes surmontées de chapiteaux de différentes formes. Le chœur de la cathédrale au dessus est soutenu par quatre grands piliers en briques. La chapelle principale est encadrée par deux piliers en marbre rouge de Vérone de base octogonale de la période Lombarde.
Dans l'abside, on trouve le reliquaire de San Liberale, un soldat romain originaire de la proximité Altino, converti au christianisme et qui est devenu ermite. C'est le saint patron de Trévise. le reliquaire repose sur un plancher précieux polychromes de majolique à motif végétaux. Il est probablement l'œuvre d'un atelier vénitien et date du milieu du XVIe siècle.
Des fragments de fresques connaissent encore dans les plafonds et les murs et sont datés entre le XIIIe et le XVe siècle.

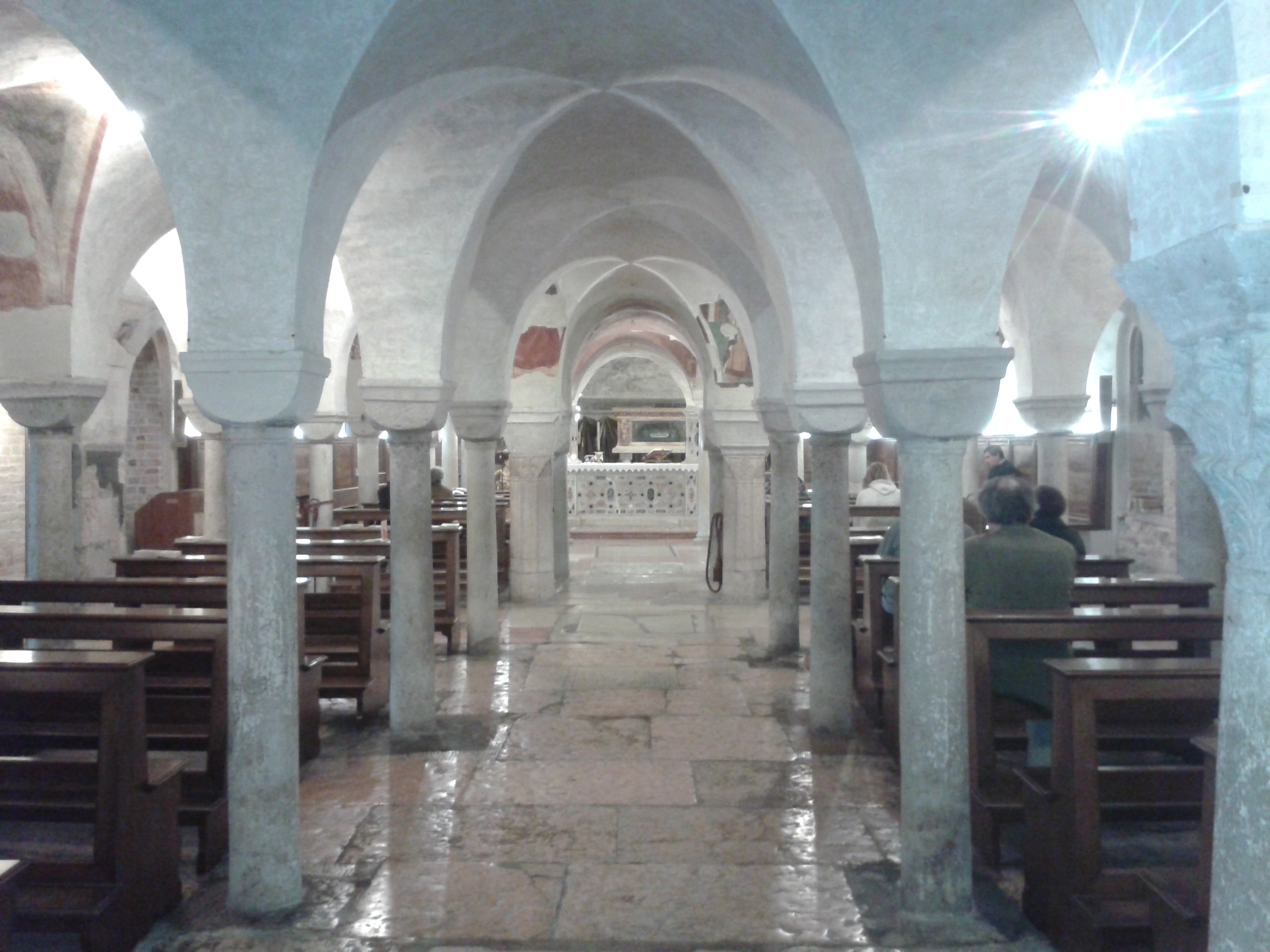
Vue générale de la crypte
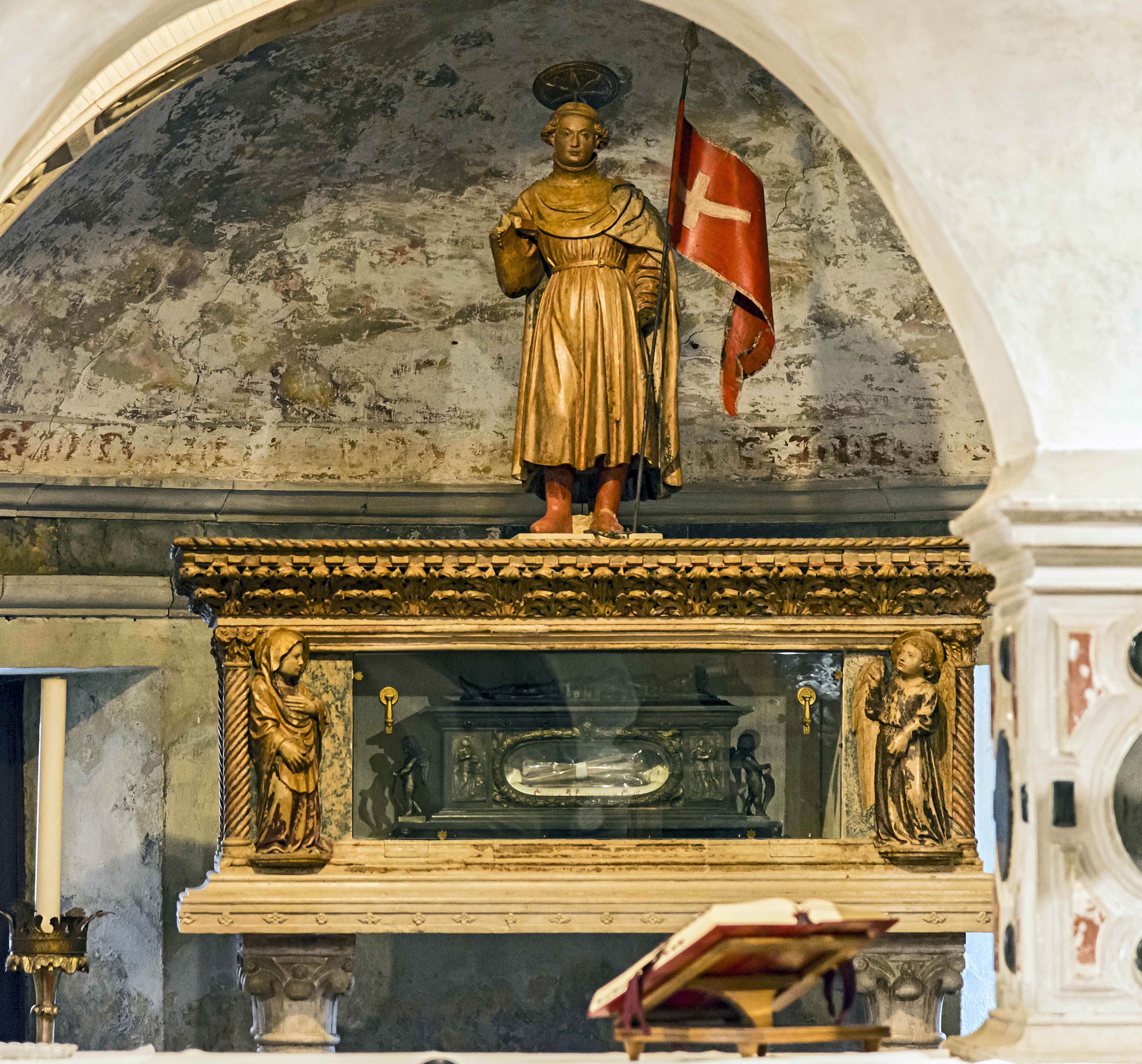
Reliquaire de San Liberale